# Armorial des communes du Calvados
- certaines figures sont encore dans un format bitmap et doivent être vectorisées.
- il reste des blasons à dessiner dans cet armorial.

Blason historique de la Normandie. 
De gueules à deux léopards d'or.
 Le département du Calvados utilise surtout un logo.
 Proposition de Robert Louis (retenue ?) : 
Coupé ondé d’azur plain et de gueules à deux léopards d’or, armés et lampassés d’azur.
Cette page dresse un ensemble des armoiries (figures et blasonnements) connues des communes du Calvados disposant à ce jour d'un blason. Les armes dites à enquerre (enfreignant la Règle de contrariété des couleurs) sont incluses dans cet armorial, mais les pseudo-blasons (gribouillages d'amateurs ne respectant aucune règle de construction héraldique) et les communes sans blason ne le sont pas. Les communes du département arborant des pseudo-blasons voient leur nom et leur statut particulier, mentionné à la fin de chaque section.

(0 dessin(s) en attente.)

- Haut – A
- B
- C
- D
- E
- F
- G
- H
- I
- J
- K
- L
- M
- N
- O
- P
- Q
- R
- S
- T
- U
- V
- W
- X
- Y
- Z

## A
| Blason de Agy | Blason  | D'azur à deux bandes ondées et abaissées d'argent, accompagnées à senestre d'un dragon contourné d'or armé et lampassé de gueules, au franc-quartier de gueules chargé de deux léopards d'or, armés et lampassés d'azur, l'un au-dessus de l'autre. |
| Blason de Agy | Détails | Adopté le 19 février 2022. |

| Blason de Amayé-sur-Orne | Blason  | Coupé : au 1er de gueules à la croix estrée d'or chargée d'une croix de gueules, le montant déporté vers dextre, cantonnée en chef dextre de deux léopards aussi d'or l'un sur l'autre, au 2e d'argent au pont droit non maçonné de deux arches d'or* sur une rivière d'azur mouvant de la pointe aux berges de sinople. |
| Blason de Amayé-sur-Orne | Détails | Le statut officiel du blason reste à déterminer. |

| Blason de Amayé-sur-Seulles | Blason  | De sinople à la tierce ondée d'argent accompagnée de trois quintefeuilles d'or. |
| Blason de Amayé-sur-Seulles | Détails | Armoiries de concepteur inconnu, adoptées par la municipalité le 21 juin 1966.  |

| Blason de Amfreville | Blason  | Parti : d'azur à un soldat d'or suspendu à son parachute d'argent, le tout surmonté d'une colombe volante du même, au chef de gueules chargé de deux léopards d'or l'un sur l'autre, et de sinople à une gerbe de blé d'or, au chef cousu d'azur* aux deux fasces ondées d'argent et à la barque contournée de gueules* habillée de même brochant sur le tout. |
| Blason de Amfreville | Détails | * Il y a là non-respect de la règle de contrariété des couleurs : ces armes sont fautives (gueules sur azur sur sinople). Le statut officiel du blason reste à déterminer. |

| Blason de Anguerny | Blason  | D'or au chevron alésé et écimé de gueules, au fleuret d'azur, la garde haussée à dextre et la pointe abaissée à senestre, entravaillé dans le chevron. |
| Blason de Anguerny | Détails | Le statut officiel du blason reste à déterminer. |

| Blason de Anisy | Blason  | D'argent billetté de sable, au lion du même armé et lampassé de gueules couronné d'or brochant sur le tout. |
| Blason de Anisy | Détails | Le statut officiel du blason reste à déterminer.                                                            |

| Blason de Arganchy | Blason  | D'azur à trois cygnes d'argent.                  |
| Blason de Arganchy | Détails | Le statut officiel du blason reste à déterminer. |

| Blason de Argences | Blason  | De gueules à trois mitres d'or chargées d'une croisette du champ, accompagnées de trois branches de laurier de sinople*, une en chef en pal, deux en pointe passées en sautoir. |
| Blason de Argences | Détails | * Il y a là non-respect de la règle de contrariété des couleurs : ces armes sont fautives (sinople sur gueules). Le statut officiel du blason reste à déterminer.               |

| Blason de Arromanches-les-Bains | Blason  | D'azur à une étoile d'argent brochant sur une ancre d'or, accompagnée de deux chaînes brisées de sable mouvant des cantons du chef vers l'étoile, au chef cousu de gueules chargé d'un léopard d'or armé et lampassé d'azur. |
| Blason de Arromanches-les-Bains | Détails | * Il y a là non-respect de la règle de contrariété des couleurs : ces armes sont fautives (sable et gueules sur azur). Création Robert Louis, adoptée le 30 juin 1947.                                                       |

| Blason de Asnelles | Blason  | D'azur à la barque de gueules habillée d'argent, mouvant du flanc dextre et voguant sur une mer agitée de sinople, accompagnée en chef à dextre d'une étoile d'or rayonnante vers la pointe. |
| Blason de Asnelles | Détails | * Il y a là non-respect de la règle de contrariété des couleurs : ces armes sont fautives (gueules, sinople et azur superposés). Le statut officiel du blason reste à déterminer.            |

| Blason de Aunay-sur-Odon | Blason  | Burelé de gueules et d'argent de douze pièces.   |
| Blason de Aunay-sur-Odon | Détails | Le statut officiel du blason reste à déterminer. |

| Blason de Authieux-sur-Calonne (Les) | Blason  | De gueules à deux léopards d'or lampassés du champ, l'un sur l'autre, au chef cousu d'azur* chargé de trois églises d'argent.                            |
| Blason de Authieux-sur-Calonne (Les) | Détails | * Il y a là non-respect de la règle de contrariété des couleurs : ces armes sont fautives (chef cousu). Le statut officiel du blason reste à déterminer. |

Pas d'information pour les communes suivantes : Ablon, Acqueville, Aignerville, Airan, Amblie, Anctoville, Angerville, Angoville, Annebault, Asnières-en-Bessin, Auberville, Aubigny, Audrieu, Auquainville, Les Autels-Saint-Bazile, Authie, Auvillars, Avenay
- Haut – A
- B
- C
- D
- E
- F
- G
- H
- I
- J
- K
- L
- M
- N
- O
- P
- Q
- R
- S
- T
- U
- V
- W
- X
- Y
- Z

## B
| Blason de Balleroy | Blason  | D'azur au sautoir engrêlé d'or accompagné en chef d'un croissant d'or et en flancs et en pointe de trois besants du même.                                                               |
| Blason de Balleroy | Détails | Le statut officiel du blason reste à déterminer. |
| Blason de Balleroy | Alias   | Écartelé : d'azur au sautoir engrêlé d'or cantonné de quatre besants du même, et d'argent à trois cœurs de gueules (famille de la Cour de Balleroy [éteinte], anciens marquis du lieu). |

| Blason de Banville | Blason  | De vair plein.                                   |
| Blason de Banville | Détails | Le statut officiel du blason reste à déterminer. |

| Blason de Barbery | Blason  | D'azur billetté d'argent.                        |
| Blason de Barbery | Détails | Le statut officiel du blason reste à déterminer. |

| Blason de Baron-sur-Odon | Blason  | Taillé : de gueules à deux léopards d'or l'un au-dessus de l'autre, et d'azur chargé de vaguelettes d'argent et au fer à cheval renversé d'or brochant sur le tout, à la barre d'argent chargée de l'inscription « BARON » en lettres capitales de sable brochant sur la partition, à la branche de laurier d'or au flanc dextre et de chêne de sinople, englantée d'or au flanc senestre, brochantes, les tiges passées en sautoir en pointe, à la croix de guerre 1939-1945 appendue à une draperie ployée de pourpre mouvant des angles du chef vers le point du chef, brochant. |
| Blason de Baron-sur-Odon | Détails | Le Calvados Armorié (Denis Joulain) |

| Blason de Bavent | Blason  | D'argent à la cotice de gueules chargée de quatre poteries de Bavent d'or (un pot à deux anses, un broc, un vase et un pot à col évasé) posées en barre, et accompagnée en chef de trois fleurs de jonquille aussi d'or* ordonnées en orle et en pointe d'un héron contourné du même, becqué et membré de sable, au chef d'or* chargé de l'inscription en capitales de sable BAVENT senestré de gueules chargé de deux léopards aussi d'or l'un sur l'autre. |
| Blason de Bavent | Détails | * Il y a là non-respect de la règle de contrariété des couleurs : ces armes sont fautives (charges d'or sur fond d'argent). La mairie de Bavent a récemment modifié ce qu'elle appelle le « blason » de la commune de manière à le « moderniser ». Il s'agit en fait d'un logotype, visible sur le site de la mairie de Bavent à cette adresse : « Nouveau blason de la commune de Bavent. » Le statut officiel du blason reste à déterminer.                |

| Blason de Bayeux | Blason  | De gueules au léopard accompagné en chef d'un B à dextre et d'un X à senestre, le tout d'or. |
| Blason de Bayeux | Détails | Confirmé en 1809.                                                                            |

| Blason de Bazenville | Blason  | D'argent billetté de gueules, au lion du même brochant sur le tout. |
| Blason de Bazenville | Détails | Le statut officiel du blason reste à déterminer.                    |

| Blason de Beaufour-Druval | Blason  | Taillé-ployé d'or et de sinople, au pommier du premier fruité de gueules brochant sur le tout senestré en pointe d'une pomme de gueules*, feuillée de sinople et chargeant le sinople, au chef de gueules chargé de deux léopards d'or et soutenu d'une trangle, la ligne inférieure formée de six vagues d'azur. |
| Blason de Beaufour-Druval | Détails | * Il y a là non-respect de la règle de contrariété des couleurs : ces armes sont fautives (gueules chargeant le sinople). Le statut officiel du blason reste à déterminer. |

| Blason de Beaumont-en-Auge | Blason  | D'or au lion de sinople, armé et lampassé de gueules, couronné d'argent.                                                                           |
| Blason de Beaumont-en-Auge | Détails | Il s'agit des armes de la famille Bertran, détentrice de la seigneurie aux XIIIe et XIVe siècles. Le statut officiel du blason reste à déterminer. |

| Blason de Benerville-sur-Mer | Blason  | Parti : d'azur à trois coquilles d'argent rangées en pal, et de sinople à un château de deux tours couvertes en croupe d'argent, ouvert de sable, à la vergette de gueules brochant sur la partition, le tout sommé d'un chef du même chargé de deux léopards d'or. Devise / CriÆdificabo (Je construirai). |
| Blason de Benerville-sur-Mer | Détails | Le statut officiel du blason reste à déterminer. |

| Blason de Bénouville | Blason  | De sable au chevron d'or accompagné en chef d'un croissant d'argent à dextre et d'une étoile à six rais d'or à senestre et en pointe d'un lion du même lampassé de gueules. |
| Blason de Bénouville | Détails | Le statut officiel du blason reste à déterminer. |

| Blason de Bény-sur-Mer | Blason  | Écartelé : au 1er de gueules à deux léopards d'or, armés et lampassés d'azur, l'un au-dessus de l'autre, au 2e de sinople à un menhir d'argent, au 3e d'argent à une feuille d'érable de gueules, au 4e de gueules à la Vierge à l'Enfant d'or. |
| Blason de Bény-sur-Mer | Détails | Le statut officiel du blason reste à déterminer. |

| Blason de Bernières-d'Ailly | Blason  | De gueules à trois pals d'argent, à un ours passant de sable brochant, au chef d'azur chargé à dextre d'une mitre et à senestre de deux clés posées en fasce, le tout d'or. |
| Blason de Bernières-d'Ailly | Détails | Le statut officiel du blason reste à déterminer. |

| Blason de Bernières-sur-Mer | Blason  | D'azur à un voilier contourné d'argent sur des ondes du même, surmonté de trois croisettes d'or. |
| Blason de Bernières-sur-Mer | Détails | Le statut officiel du blason reste à déterminer.                                                 |

| Blason de Beuvillers | Blason  | De gueules au chevron renversé de sinople* soutenu d'azur, déporté vers senestre, accompagné en chef d'un massacre de bœuf d'argent soutenu d'une coquille du même et en pointe à dextre d'une porte couverte en croupe, flanquée de deux échauguettes aussi couvertes, le tout de sable* mouvant de la pointe. |
| Blason de Beuvillers | Détails | * Il y a là non-respect de la règle de contrariété des couleurs : ces armes sont fautives (sinople, azur et sable sur gueules). Armoiries conçues par M. Michel de La Crouée ; année d'adoption par la municipalité inconnue.                                                                                   |

| Blason de Beuvron-en-Auge | Blason  | De gueules à deux fasces d'or. |
| Blason de Beuvron-en-Auge | Détails | Ce blason est celui de la famille d'Harcourt, anciens marquis de Beuvron (et duc à brevet). Le statut officiel du blason reste à déterminer. |

| Blason de Bissières | Blason  | D'or au lion de gueules, au chef d'azur chargé d'un croissant d'argent accosté de deux étoiles du champ. |
| Blason de Bissières | Détails | Le statut officiel du blason reste à déterminer.                                                         |

| Blason de Blainville-sur-Orne | Blason  | Écartelé : de France et de sinople au sautoir bretessé d'argent chargé d'un sautoir d'or*, sur le tout d'or à la bisse ondoyante d’azur posée en pal. Devise / CriHabilement et bien. |
| Blason de Blainville-sur-Orne | Détails | * Il y a là non-respect de la règle de contrariété des couleurs : ces armes sont fautives (or sur argent). Le statut officiel du blason reste à déterminer.                           |

| Blason de Blangy-le-Château | Blason  | D'azur au château de deux tours d'argent ouvert de trois portes, posé sur une terrasse de sinople. |
| Blason de Blangy-le-Château | Détails | Armes parlantes. Le statut officiel du blason reste à déterminer.                                  |

| Blason de Blonville-sur-Mer | Blason  | D'azur à la bande cousue de gueules chargée d'un léopard d'or, armé et lampassé d'azur passant dans le sens de la bande, accompagnée en chef d'une étoile d'argent à sept rais et en pointe de trois besants d'or ordonnés en orle. Devise / CriTerra marique felix (Le bonheur sur terre et sur mer). |
| Blason de Blonville-sur-Mer | Détails | Le cousu sur ce blason est acceptable au vu de la charge (léopard de Normandie). Le statut officiel du blason reste à déterminer. |

| Blason de Bonnebosq | Blason  | D'azur à trois fermaux d'or.                     |
| Blason de Bonnebosq | Détails | Le statut officiel du blason reste à déterminer. |

| Blason de Bonneville-sur-Touques | Blason  | D'azur à la bande ondée d'argent accompagnée en chef d'une tour au naturel* et en pointe de deux crosses d'argent passées en sautoir, au franc-quartier de gueules chargé de deux léopards d'or, armés et lampassés d'azur, l'un au-dessus de l'autre. |
| Blason de Bonneville-sur-Touques | Détails | Différences entre dessin et blasonnement : La tour ci-contre est maçonnée de sable, mais n'est pas blasonnée en tant que tel. De plus, les tours et autres bâtiments n'ayant pas de couleur précise au naturel, ce blason sera tout autant valable avec une tour blanche, grise, bis, senois, rouge. Armoiries conçues par M. Jean-François Binon, adoptées le 3 mars 2015. |

| Blason de Bourgeauville | Blason  | D'azur à la fasce d'argent accompagnée de quatre aiglettes du même. |
| Blason de Bourgeauville | Détails | Le statut officiel du blason reste à déterminer.                    |

| Blason de Bretteville-le-Rabet | Blason  | Écartelé : au 1er d'argent à la croix pattée et alésée de gueules, au 2e de gueules à deux léopard d'or armés et lampassés d'azur, l'un sur l'autre, au 3e d'azur à une gerbe de blé d'or, au 4e d'argent à un silex taillé au naturel, posé en pal la pointe en bas, au filet d'azur, ondé de deux pièces, brochant en fasce sur la partition, à la vergette d'argent brochant sur le tout. |
| Blason de Bretteville-le-Rabet | Détails | Adopté en 1987. |

| Blason de Bretteville-sur-Laize | Blason  | D'argent à un arbre arraché au naturel adextré d'une tierce alésée ondée d'azur, au chef de gueules chargé d'un léopard d'or. |
| Blason de Bretteville-sur-Laize | Détails | Le statut officiel du blason reste à déterminer.                                                                              |

| Blason de Bretteville-sur-Odon | Blason  | De gueules au pont de sable*, l'arche empierrée d'argent, soutenu de trois coquilles d'argent, à l'épée basse de bretteur d'or brochant à dextre et à l'épi de blé tigé du même brochant à senestre.                                                        |
| Blason de Bretteville-sur-Odon | Détails | * Il y a là non-respect de la règle de contrariété des couleurs : ces armes sont fautives (charge de sable sur champ de gueules). Armoiries conçues par M. Poildor, présentées le 25 mars 1978 lors de la signature de la charte de jumelage avec Woodbury. |

| Blason de Breuil-en-Bessin (Le) | Blason  | De sinople à la rivière ondée en pal d’argent agitée d’azur, adextrée d’un frêne et senestrée de l’église du lieu le tout d’argent, au chef cousu de Normandie. |
| Blason de Breuil-en-Bessin (Le) | Détails | Armoiries conçues par M. Richard Folliot, adoptées par la municipalité le 12 février 2015.                                                                      |

| Blason de Bréville-les-Monts | Blason  | De gueules à une rose d'argent en pointe, au chef cousu de sable* chargé de deux roses aussi d'argent.                                                                             |
| Blason de Bréville-les-Monts | Détails | Sauf concession d'armoiries, de sable à X roses d'argent, ce chef cousu de sable n'est pas acceptable et rend les armes fautives. Le statut officiel du blason reste à déterminer. |

| Blason de Brucourt | Blason  | Fascé d’or chargé de quatre fleurs de lys de gueules, et du même chargé de trois fleurs de lis du premier. |
| Blason de Brucourt | Détails | Le statut officiel du blason reste à déterminer.                                                           |

Pas d'information pour les communes suivantes : Banneville-la-Campagne, Banneville-sur-Ajon, Barbeville, Barneville-la-Bertran, Barou-en-Auge, Basseneville, Bauquay, La Bazoque, Beaulieu, Beaumais, Beaumesnil, Bellengreville, Bellou, Le Bény-Bocage, Bernesq, Bernières-le-Patry, Biéville-Beuville, Biéville-Quétiéville, La Bigne, Billy, Blay, Le Bô, La Boissière, Bonnemaison, Bonneville-la-Louvet, Bonnœil, Bons-Tassilly, Bougy, Boulon, Bourguébus, Branville, Brémoy, Bretteville-l'Orgueilleuse, Le Breuil-en-Auge, Le Brévedent, La Brévière, Bricqueville, Brouay, Le Bû-sur-Rouvres, Bucéels, Burcy, Bures-les-Monts.
Basly porte un pseudo-blason.
- Haut – A
- B
- C
- D
- E
- F
- G
- H
- I
- J
- K
- L
- M
- N
- O
- P
- Q
- R
- S
- T
- U
- V
- W
- X
- Y
- Z

## C
| Blason de Cabourg | Blason  | Parti : de gueules au bateau de sable* habillé d'argent et flammé d'un tiercé en pal d'azur, d'argent et de gueules, voguant de face sur une mer d'azur, et d'un littoral d'or mouvant du flanc senestre et de la pointe, parcouru d'un fleuve sinueux d'azur mouvant de senestre et se jetant en chef dans une mer du même, le tout sommé d'un chef du même chargé d'un poisson d'argent. |
| Blason de Cabourg | Détails | * Il y a là non-respect de la règle de contrariété des couleurs : ces armes sont fautives (charge de sable sur fond de gueules, elle-même sur mer d'azur). Le statut officiel du blason reste à déterminer. |

| Blason de Caen | Blason  | De gueules à un château donjonné d'une tour crénelée d'or, le tout ouvert, ajouré et maçonné de sable. Devise / CriUn Dieu, un roy, une foy, une loy. |
| Blason de Caen | Détails | Le statut officiel du blason reste à déterminer. |

| Blason de Cagny | Blason  | De sinople à cinq bâtons d'argent resserrés en barre, à la tête de chien du même languée de gueules brochant en partie sur une coquille du second, toutes deux rangées en bande et brochant sur le tout. Devise / CriCagneium conjugit (Cagny réunit). |
| Blason de Cagny | Détails | Le statut officiel du blason reste à déterminer. |

| Blason de Cahagnes | Blason  | De gueules au lion d'or supportant un glaive d'argent garni du second, au chef du même chargé de trois roses du champ. |
| Blason de Cahagnes | Détails | Le statut officiel du blason reste à déterminer.                                                                       |

| Blason de Cairon | Blason  | De gueules à trois coquilles d'or.               |
| Blason de Cairon | Détails | Le statut officiel du blason reste à déterminer. |

| Blason de La Cambe (Calvados) | Blason  | De sinople à la faux d’argent passée en sautoir avec une fourche du même, à la roue dentée du même vidée brochant en cœur, et à la balance de sable brochant en pointe, au chef parti de gueules à deux léopards d'or l'un au-dessus de l'autre et du même au chevron de gueules accompagné de quatre merlettes du même. |
| Blason de La Cambe (Calvados) | Détails | Le statut officiel du blason reste à déterminer. |

| Blason de Cambremer | Blason  | De gueules à l'aigle bicéphale d’or.             |
| Blason de Cambremer | Détails | Le statut officiel du blason reste à déterminer. |

| Blason de Caumont-l'Éventé | Blason  | D'azur à la croix d'argent chargée en cœur d'une gélinotte de sable allumée d'or et cantonnée de quatre besants du même. |
| Blason de Caumont-l'Éventé | Détails | Le statut officiel du blason reste à déterminer.                                                                         |

| Blason de Cesny-aux-Vignes | Blason  | Parti : au 1er d'azur à la grappe de raisin d'or, tigée et feuillée de sinople, au 2e d'argent à la clef contournée de sable, au chef de gueules chargé d'un léopard d'or armé et lampassé d'azur. |
| Blason de Cesny-aux-Vignes | Détails | Le statut officiel du blason reste à déterminer. |

| Blason de Cheux | Blason  | Sept épis de blés tigés et empoignés. |
| Blason de Cheux | Détails | Une couleur n'est pas précisée dans le blasonnement ci-dessus. Veuillez faire apparaître la couleur inconnue en blanc (table d'attente) et l'argent en gris. Le statut officiel du blason reste à déterminer. |

| Blason de Clarbec | Blason  | Écartelé en sautoir : au 1er de gueules à deux léopards d'or l'un au-dessus de l'autre, aux flancs de sinople au cheval cabré d'or, les deux chevaux affrontés, au 4e d'argent aux flammes de gueules mouvant d'une mer d'azur. |
| Blason de Clarbec | Détails | Création Pierre Carel et Jean-Louis Marie, maire, 2008. |

| Blason à dessiner | Blason  | Mi-taillé: au 1er de gueules à deux léopards d'or, armés et lampassés d'azur, l'un sur l'autre, au 2e de gueules à la croix alésée d'argent. Devise / CriSuisse Normande. |
| Blason à dessiner | Détails | Le statut officiel du blason reste à déterminer. |

| Blason de Cléville | Blason  | Tiercé en pairle renversé : au 1er de gueules à une tête et col de cheval coupée d'argent, au 2e d'or à deux clés de sable passées en sautoir, au 3e d'azur à un drakkar d'argent, flammé de gueules, la voile du même chargée de deux léopards d'or, l'un au-dessus de l'autre. |
| Blason de Cléville | Détails | Le statut officiel du blason reste à déterminer. |

| Blason de Colleville-Montgomery | Blason  | D'argent au chevronnel haussé de gueules accompagné en chef dextre d'un léopard de sable, en chef senestre d'une péniche de débarquement du même, et en pointe d'une forteresse d'or* maçonnée de sable, terrassée du champ, sommée d'une tête de soldat en ombre du même, posée de face et coiffée d'un béret de sinople, à la mer d'azur. |
| Blason de Colleville-Montgomery | Détails | * Il y a là non-respect de la règle de contrariété des couleurs : ces armes sont fautives (or sur argent, interdit en héraldique).. Le statut officiel du blason reste à déterminer. |

| Blason de Colombelles | Blason  | D'azur à trois colombelles d'argent et à la roue dentée d'or posée en cœur, au chef cousu de gueules chargé d'un léopard d'or armé et lampassé d'azur. Devise / CriLe travail dans la paix. |
| Blason de Colombelles | Détails | Armes parlantes. Le chef cousu est ici acceptable (chef au léopard de Normandie). Le statut officiel du blason reste à déterminer.                                                          |

| Blason de Colombiers-sur-Seulles | Blason  | D'azur à trois besants d'or.                     |
| Blason de Colombiers-sur-Seulles | Détails | Le statut officiel du blason reste à déterminer. |

| Blason de Commes | Blason  | Bandé d'azur et d'argent, au mont de sinople sommé d'un cavalier chevauchant contourné du second, le tout brochant sur le bandé. |
| Blason de Commes | Détails | Le statut officiel du blason reste à déterminer.                                                                                 |

| Blason de Condé-sur-Noireau | Blason  | D'azur à une fleur de lys d'argent.              |
| Blason de Condé-sur-Noireau | Détails | Le statut officiel du blason reste à déterminer. |

| Blason de Coquainvilliers | Blason  | De gueules à trois cœurs de lys d'or.            |
| Blason de Coquainvilliers | Détails | Le statut officiel du blason reste à déterminer. |

| Blason de Cormelles-le-Royal | Blason  | D'azur à la tour crénelée de cinq pièces d'or, ouverte du champ, maçonnée de sable, accompagnée de trois fleurs de lys aussi d'or, au chef cousu de gueules chargé de deux léopards affrontés d'or. |
| Blason de Cormelles-le-Royal | Détails | Le chef cousu est ici acceptable au vu de sa charge (inspiration Chef de Normandie). Le statut officiel du blason reste à déterminer.                                                               |

| Blason de Cormolain | Blason  | Parti : au 1er d'argent à un arbre coupé de sinople et fûté de tenné, au 2d d'azur à un flanchis de sable* ; le tout au chef d'or chargé de la représentation cartographique de la commune de sinople. |
| Blason de Cormolain | Détails | * Il y a là non-respect de la règle de contrariété des couleurs : ces armes sont fautives (sable sur azur). Le statut officiel du blason reste à déterminer.                                           |

| Blason de Cottun | Blason  | D'or à la croix échiquetée du même et de gueules de deux tires, cantonnée aux 1er et 4e d'une tête d'aigle de sable, les deux affrontées, aux 2e et 3e d'une tête d'homme de profil au naturel coiffée d'un bonnet phrygien de gueules, elles aussi affrontées. |
| Blason de Cottun | Détails | La peau humaine n'ayant pas de couleur unique au naturel, ce blason sera tout autant valable avec une teinte de bis, de tenné, de brunâtre, voire de sable… Création de M. Gérard Aubert, adaptée en 1995 des armes de Duhamel, adoptée par la commune en 2000. |

| Blason de Courcy | Blason  | D'azur fretté d'or.                              |
| Blason de Courcy | Détails | Le statut officiel du blason reste à déterminer. |

| Blason de Courseulles-sur-Mer | Blason  | D'or au chevron de sable chargé de trois coquilles à plomb d'argent, au chef parti d'azur et de gueules chargé d'une étoile du troisième brochant sur la partition. |
| Blason de Courseulles-sur-Mer | Détails | Le statut officiel du blason reste à déterminer. |

| Blason de Courvaudon | Blason  | D'azur à trois têtes de léopard d'or.            |
| Blason de Courvaudon | Détails | Le statut officiel du blason reste à déterminer. |

| Blason de Crépon | Blason  | De gueules à une quintefeuille d'argent chargée, chacune selon son axe, d'une moucheture d'hermine de sable. |
| Blason de Crépon | Détails | Le statut officiel du blason reste à déterminer.                                                             |

| Blason de Cresseveuille | Blason  | De gueules à la fasce ondée d'argent chargée d'une fasce ondée d'azur, accompagnée de deux léopards d'or, armés et lampassés d'azur, à trois bottes de cresson de sinople, liées de gueules, rangées en fasce et brochant sur les fasces. |
| Blason de Cresseveuille | Détails | Créé par JF Binon. Bulletin municipal Le Petit Journal, février 2025. |

| Blason de Creully | Blason  | D'argent à trois lionceaux de gueules. |
| Blason de Creully | Détails | Relevé du nom et armes de la famille de Creully (éteinte), anciens seigneurs de la baronnie du lieu, race issue des ducs de Normandie. Le statut officiel du blason reste à déterminer. |

| Blason de Crèvecœur-en-Auge | Blason  | D'or à la croix du même bordée de gueules.       |
| Blason de Crèvecœur-en-Auge | Détails | Le statut officiel du blason reste à déterminer. |

| Blason de Cristot | Blason  | Tiercé en pairle renversé : au 1er de gueules à deux léopards d'or, armés et lampassés d'azur, l'un sur l'autre, au 2e d'or à saint André en pied de carnation vêtu de gueules, barbé, chevelé et auréolé d'argent, brochant sur sa croix du même, au 3e d'azur à une rose d'or. |
| Blason de Cristot | Détails | Le statut officiel du blason reste à déterminer. |

| Blason de Crouay | Blason  | D'azur au four à chaux d’argent maçonné de sable mouvant des flancs, accompagné de trois épées basses mal ordonnées en chef et d'un pot à lait en pointe, le tout du second. |
| Blason de Crouay | Détails | Le statut officiel du blason reste à déterminer. |

| Blason de Culey-le-Patry | Blason  | De gueules à 42 besants d'or rangés en 7 tires de 6, à trois quintefeuilles d'argent brochant sur le tout. Devise / CriGloria decus honor Patry (Gloire, dignité, honneur, Patry) |
| Blason de Culey-le-Patry | Détails | Le statut officiel du blason reste à déterminer. |

| Blason de Curcy-sur-Orne | Blason  | De gueules à trois lettres M fermées à l’antique d’argent. |
| Blason de Curcy-sur-Orne | Détails | Reprise des armes de la famille de Guerville de Costentin, suzeraine du lieu à l'époque féodale. Ces armes-ci sont la brisure des armes de Guerville, dont les lettres sont d'or. Armes adoptées par la commune en 2008, devenues historiques en 2016 à la fusion de Curcy (commune actuelle du Hom). |

| Blason de Cuverville | Blason  | Tiercé en barre, les lignes de partition haussées à dextre et abaissées à senestre : au 1er de gueules à une enclume d'argent, au 2e du même à la partie supérieure de l'église du lieu au trait de sable, au 3e de sinople à deux épis feuillés d'or empoignés posés en barre. |
| Blason de Cuverville | Détails | Le statut officiel du blason reste à déterminer. |

Pas d'information pour les communes suivantes : Cahagnolles, La Caine, Cambes-en-Plaine, Campagnolles, Campandré-Valcongrain, Campeaux, Campigny, Canapville, Canchy, Canteloup, Carcagny, Cardonville, Carpiquet, Cartigny-l'Épinay, Carville, Castillon, Castillon-en-Auge, Castilly, Cauvicourt, Cauville, Cernay, Cerqueux, Cesny-Bois-Halbout, Champ-du-Boult, La Chapelle-Engerbold, La Chapelle-Haute-Grue, Cheffreville-Tonnencourt, Chênedollé, Chicheboville, Chouain, Cintheaux, Clinchamps-sur-Orne, Colleville-sur-Mer, Colombières, Colomby-sur-Thaon, Combray, Condé-sur-Ifs, Condé-sur-Seulles, Conteville, Corbon, Cordebugle, Cordey, Cossesseville, Coudray-Rabut, Coulombs, Coulvain, Coupesarte, Courson, Courtonne-la-Meurdrac, Courtonne-les-Deux-Églises, Cresserons, Cricquebœuf, Cricqueville-en-Bessin, Crocy, Croisilles, Croissanville, La Croupte, Cully, Cussy
- Haut – A
- B
- C
- D
- E
- F
- G
- H
- I
- J
- K
- L
- M
- N
- O
- P
- Q
- R
- S
- T
- U
- V
- W
- X
- Y
- Z

## D
| Blason de Deauville | Blason  | D'azur au pal d'argent chargé de trois tours crénelées de gueules et accompagné de quatre pattes de lion d'or mouvant des flancs de l'écu, deux à dextre en barre et deux à senestre en bande, au chef cousu de gueules chargé d'un léopard d'or armé et lampassé d'azur. |
| Blason de Deauville | Détails | Différences entre dessin et blasonnement : Les tours ci-contre sont dessinées maçonnées, ouvertes et ajourées de sable, ce qui n'est pas inclus dans le blasonnement. Le chef cousu est ici valable au vu de sa charge (inspiration chef de Normandie). Adopté en 1878.   |

| Blason de Démouville | Blason  | Tiercé en fasce : au 1er de gueules à un léopard d'or, chaperonné-voûté d'argent, au 2e tiercé en pal, au I d'argent à une nuée d'azur mouvant du chef dextre, une colombe contournée d'argent brochant sur le tout, soutenue d'une maison du même couverte de gueules sur une terrasse d'or, au II d'argent à quatre épis empoignés au naturel, l'un retombant en bande, au III d'azur au pignon d'engrenage d'argent denté intérieurement, rempli d'or, bordé de sable et enclenché à un autre du même plus petit décalé vers senestre, au 3e de gueules au léopard d'or. |
| Blason de Démouville | Détails | Le statut officiel du blason reste à déterminer. |

| Blason de Détroit (Le) | Blason  | De sinople au gousset d'argent chargé en chef d'un gril de gueules, la poignée en bas, accosté de deux gerbes de blé d'or liées de gueules. |
| Blason de Détroit (Le) | Détails | Le statut officiel du blason reste à déterminer.                                                                                            |

| Blason de Dives-sur-Mer | Blason  | De gueules à une tour donjonnée d'argent ouverte, ajourée et maçonnée de sable, au chef cousu d'azur* chargé d'une couronne ducale d'or accostée de deux besants du même. Devise / CriDives in humilitate sua. |
| Blason de Dives-sur-Mer | Détails | * Ces armes emploient le terme « cousu » dans le seul but de contrevenir à la règle de contrariété des couleurs : elles sont fautives.                                                                         |

| Blason de Douvres-la-Délivrande | Blason  | Tranché d'azur à une madone d'argent, et de gueules à une aigle bicéphale d'or. Devise / CriDubra fons in campis (Douvres, source de la plaine). |
| Blason de Douvres-la-Délivrande | Détails | Le statut officiel du blason reste à déterminer.                                                                                                 |

| Blason de Dozulé | Blason  | Parti : d'hermine à la fasce vivrée de gueules surmontée de trois tourteaux du même rangés en chef, et d'argent au lion de sable armé et lampassé du second. |
| Blason de Dozulé | Détails | Le statut officiel du blason reste à déterminer. |

Pas d'information pour les communes suivantes : Damblainville, Dampierre, Danestal, Danvou-la-Ferrière, Le Désert, Deux-Jumeaux, Donnay, Douville-en-Auge, Drubec, Ducy-Sainte-Marguerite
- Haut – A
- B
- C
- D
- E
- F
- G
- H
- I
- J
- K
- L
- M
- N
- O
- P
- Q
- R
- S
- T
- U
- V
- W
- X
- Y
- Z

## E
| Blason de Ellon | Blason  | Coupé ondé : au 1er parti au I d'azur à deux léopards d'or, armés et lampassés d'azur, l'un sur l'autre, au II d'or à deux clés de sable passées en sautoir, au 2d d'azur à un avion de type « Mustang » d'argent volant en fasce. |
| Blason de Ellon | Détails | Adopté le 20 mai 2022. |

| Blason de Épinay-sur-Odon | Blason  | D'azur à la vergette ondée d'argent accostée de deux rameaux d'aubépine feuillés de sinople, fleuris d'argent et boutonnés d'or ; au chef cousu de gueules chargé d'un léopard d'or armé et lampassé d'azur |
| Blason de Épinay-sur-Odon | Détails | Adopté le 17 avril 2024. |

| Blason de Épron | Blason  | D'argent à la croix au pied fiché de sable chargée en abîme d'une molette d'éperon du champ, au comble cousu du même chargé de l'inscription EPRON en lettres capitales du second. |
| Blason de Épron | Détails | Adopté le 9 décembre 1988. |

| Blason de Équemauville | Blason  | Parti : d'azur à une nef équipée et habillée d'or, et de gueules à une licorne saillante en défense d'argent. |
| Blason de Équemauville | Détails | Adopté le 30 avril 2004.                                                                                      |

| Blason de Escoville | Blason  | D'azur au chevron d'or accompagné de trois croissants du même, au chef cousu de gueules* chargé de trois roses d'argent.               |
| Blason de Escoville | Détails | * Ces armes emploient le terme « cousu » dans le seul but de contrevenir à la règle de contrariété des couleurs : elles sont fautives. |

| Blason de Esquay-sur-Seulles | Blason  | Divisé en chevron : de gueules à deux léopards d'or armés et lampassés d'azur posés en fasce et affrontés, et du second à trois feuilles de frêne de sinople réunies en pointe, à l'étai de sable brochant sur la partition. |
| Blason de Esquay-sur-Seulles | Détails | Création Denis Joulain, adoptée le 10 juillet 2014. |
| Blason de Esquay-sur-Seulles | Alias   | De gueules à la fasce d'or accompagnée de deux croissants d'argent en chef et d'un lion léopardé du même en pointe. |

| Blason de Étréham | Blason  | D'azur à deux bandes ondées abaissées d'argent, accompagnées en chef à senestre d'une tête coupée de cheval contournée du même, au franc-quartier de gueules chargé de deux léopards d'or. |
| Blason de Étréham | Détails | Le statut officiel du blason reste à déterminer. |

| Blason de Évrecy | Blason  | De gueules au chevron d'or auquel est appendue une croix de guerre 1939-1945 au naturel, accompagné en chef dextre d'une crosse contournée senestrée d'une mitre, en chef senestre d'une tour, et en pointe d'une balance, le tout du second. |
| Blason de Évrecy | Détails | Le statut officiel du blason reste à déterminer. |

Pas d'information pour les communes suivantes : Écrammeville, Émiéville, Englesqueville-en-Auge, Englesqueville-la-Percée, Épaney, Épinay-sur-Odon, Eraines, Ernes, Espins, Esquay-Notre-Dame, Esson, Estrées-la-Campagne, Estry, Éterville, Étouvy
- Haut – A
- B
- C
- D
- E
- F
- G
- H
- I
- J
- K
- L
- M
- N
- O
- P
- Q
- R
- S
- T
- U
- V
- W
- X
- Y
- Z

## F
| Blason de Falaise | Blason  | De gueules au château donjonné d'argent maçonné de sable, sur une montagne du second. |
| Blason de Falaise | Détails | Le statut officiel du blason reste à déterminer.                                      |

| Blason de Fauguernon | Blason  | D'or au lion de sinople couronné d'argent, armé et lampassé de gueules, brisé en chef d’un lambel antique de quatre pendants du même. |
| Blason de Fauguernon | Détails | Le statut officiel du blason reste à déterminer.                                                                                      |

| Blason de Fierville-les-Parcs | Blason  | D'azur au soleil figuré de douze rais droits, accompagné de trois flanchis formés de quatre feuilles de frêne, le tout d'or. |
| Blason de Fierville-les-Parcs | Détails | Le statut officiel du blason reste à déterminer.                                                                             |

| Blason de Fontaine-Henry | Blason  | Parti : au I mi-parti d'or à trois fleurs de lis de gueules, aux lettres capitales anglaises F et H de sable entrelacées brochant sur le tout, au II de gueules à deux léopards du premier l'un au-dessus de l'autre brochant sur le H. |
| Blason de Fontaine-Henry | Détails | Blason confirmé par Denis Joulain |

| Blason de Fontaine-le-Pin | Blason  | D'argent aux six pins de sinople posés sur une terrasse du même, chargée d'une source-fontaine du champ. |
| Blason de Fontaine-le-Pin | Détails | Armes parlantes. Le statut officiel du blason reste à déterminer.                                        |

| Blason de Fontenay-le-Marmion | Blason  | Fuselé de gueules et d'or.                       |
| Blason de Fontenay-le-Marmion | Détails | Le statut officiel du blason reste à déterminer. |

| Blason de Fournet (Le) | Blason  | D'or à trois fasces ondées d'azur, au franc-quartier de gueules chargé d’une clef accostée de deux branches de laurier passées en sautoir et à une paire de tenailles posée en fasce brochant en pointe, le tout d'or. Devise / CriDeus agatha regnante hoc omnia dedit. |
| Blason de Fournet (Le) | Détails | |

| Blason de Frénouville | Blason  | D’or à la tour d’argent* maçonnée de sable, ouverte du champ, soutenue de trois serres d’aigle de sable.                                                    |
| Blason de Frénouville | Détails | * Il y a là non-respect de la règle de contrariété des couleurs : ces armes sont fautives (argent sur or. Un maçonné ne justifie pas une telle infraction). |

| Blason de Fresné-la-Mère | Blason  | Parti : coupé de gueules à la fasce cousue d'azur* chargée de trois croisettes d'argent, accompagnée en chef d'une fasce alésée bretessée de deux merlons cousue d'azur*, et de sable au frêne de sinople, et d'hermine plain. —OU— De gueules à la fasce cousue d'azur* chargée de trois croisettes d'argent, accompagnée en chef d'une fasce alésée bretessée de deux merlons cousue d'azur*, coupé de sable à un frêne de sinople*, le tout parti d'hermine plain. |
| Blason de Fresné-la-Mère | Détails | * Il y a là non-respect de la règle de contrariété des couleurs : ces armes sont fautives (sinople sur sable, usage discutable des coutures au I du 1er). Le statut officiel du blason reste à déterminer. |

Pas d'information pour les communes suivantes : Familly, Le Faulq, La Ferrière-Harang, Fervaques, Feuguerolles-Bully, Fierville-Bray, Firfol, Fleury-sur-Orne, La Folie, La Folletière-Abenon, Fontaine-Étoupefour, Fontenay-le-Pesnel, Fontenermont, Formentin, Formigny, Foulognes, Fourches, Fourneaux-le-Val, Fourneville, Le Fresne-Camilly, Fresney-le-Puceux, Fresney-le-Vieux, Friardel, Fumichon
- Haut – A
- B
- C
- D
- E
- F
- G
- H
- I
- J
- K
- L
- M
- N
- O
- P
- Q
- R
- S
- T
- U
- V
- W
- X
- Y
- Z

## G
| Blason de Giberville | Blason  | D'azur à la roue dentée de sable bordée d'or, traversée de trois épis de blé du même posés en barre, au chef cousu de gueules chargé de deux léopards aussi d'or. |
| Blason de Giberville | Détails | Le chef cousu est acceptable au vu de sa charge (inspiration chef de Normandie). Le statut officiel du blason reste à déterminer.                                 |

| Blason de Goustranville | Blason  | D'azur à trois chevrons d'argent et à six roseaux à massette de tenné, tigés et feuillés de sinople, empoignés par trois, les massettes ordonnées en chevron renversé, brochant, au chef ondé d'or chargé d'un caducée de vétérinaire de sable accosté de deux chevaux gais, cabrés et affrontés de gueules. |
| Blason de Goustranville | Détails | Adopté en 2022. |

| Blason de Grainville-sur-Odon | Blason  | D'azur au pont droit d'argent posé sur une rivière en bande du même mouvant de la pointe, aux berges de sinople, celle de dextre en pente, au pommier aussi d'argent feuillé aussi de sinople et fruité d'une pièce de gueules mouvant du flanc dextre et du chef et à l'église aussi d'argent mouvant du flanc senestre, tous deux posés sur le pont, à l'épi feuillé d'une pièce du même brochant à dextre sur le champ et sur le pont. |
| Blason de Grainville-sur-Odon | Détails | Le statut officiel du blason reste à déterminer. |

| Blason de Grandcamp-Maisy | Blason  | D'azur au trois-mâts habillé du même, mâté et équipé de sable, accompagné en chef d'une moule posée en bande, adextrée d'une gerbe et senestrée d'un pot à lait, et en pointe d'une coquille, le tout d'or. |
| Blason de Grandcamp-Maisy | Détails | Le statut officiel du blason reste à déterminer. |

| Blason de Grangues | Blason  | Parti d'argent à cinq fusées de sable accolées, l'ensemble posé en pal, et de gueules à deux léopards d'or armés et lampassés d'azur , l'un au dessus de l'autre. |
| Blason de Grangues | Détails | Créé par JF Binon. 2025 |

| Blason de Graye-sur-Mer | Blason  | De sinople au chevron d'or accompagné en chef de deux trèfles du même et en pointe d'un besant d'argent bordé de gueules chargé d'une ancre avec sa gumène du même. |
| Blason de Graye-sur-Mer | Détails | Le statut officiel du blason reste à déterminer. |

| Blason de Grimbosq | Blason  | Parti : au 1er d'argent à l'arbre arraché de sinople, au 2e d'azur aux quatre épis de blé d'or liés en gerbe. |
| Blason de Grimbosq | Détails | Le statut officiel du blason reste à déterminer.                                                              |

Pas d'information pour les communes suivantes : Garcelles-Secqueville, Le Gast, Gavrus, Géfosse-Fontenay, Genneville, Gerrots, Glanville, Glos, Gonneville-en-Auge, Gonneville-sur-Honfleur, Gonneville-sur-Mer, Goupillières, Gouvix, Grainville-Langannerie, Grandchamp-le-Château,  La Graverie, Grentheville, Guéron.
- Haut – A
- B
- C
- D
- E
- F
- G
- H
- I
- J
- K
- L
- M
- N
- O
- P
- Q
- R
- S
- T
- U
- V
- W
- X
- Y
- Z

## H
| Blason de Hermanville-sur-Mer | Blason  | Taillé : de gueules à deux léopards d'or, l'un au-dessus de l'autre, le premier senestré d'une croisette du même, le second mouvant de la partition, et d'azur à un drakkar d'or, la coque remplie de gueules, flammé d'or, habillé d'une voile d'argent chargée de quatre pals d'or*, voguant sur une mer du champ. |
| Blason de Hermanville-sur-Mer | Détails | Le statut officiel du blason reste à déterminer. |

| Blason de Hérouville-Saint-Clair | Blason  | De gueules à deux jumelles d'argent.             |
| Blason de Hérouville-Saint-Clair | Détails | Le statut officiel du blason reste à déterminer. |

| Blason de Heuland | Blason  | Parti : au 1er de sinople à une croix hosannière du lieu d'argent, au 2e coupé au I de gueules à une pomme d'or tigée et feuillée d'une pièce de sinople, au II d'argent à deux cotices en barre ondées d'azur et à deux battoirs de lavandière au naturel rangés en bande et brochant sur le tout. |
| Blason de Heuland | Détails | La croix hosannière est celle de la commune. La pomme symbolise la Normandie et le Calvados. Les deux cotices ondées représentent l'Ancre et les ruisseaux qui arrosent la commune et les deux battoirs le lavoir de la commune. Création Jean-François Binon, adoptée en 2021.                     |

| Blason de Honfleur | Blason  | De gueules à une tour donjonnée d'argent accostée de deux fleurs de lys d'or, au chef cousu de France. |
| Blason de Honfleur | Détails | Le statut officiel du blason reste à déterminer.                                                       |

| Blason de Houlgate | Blason  | De gueules à la barre d'argent chargée de trois coquilles de sable, accompagnée de deux léopards d'or. |
| Blason de Houlgate | Détails | Le statut officiel du blason reste à déterminer.                                                       |

Pas d'information pour les communes suivantes : Hermival-les-Vaux, Hérouvillette, Heurtevent, La Hoguette, L'Hôtellerie, Hotot-en-Auge, Hottot-les-Bagues, La Houblonnière, Hubert-Folie
- Haut – A
- B
- C
- D
- E
- F
- G
- H
- I
- J
- K
- L
- M
- N
- O
- P
- Q
- R
- S
- T
- U
- V
- W
- X
- Y
- Z

## I
| Blason de Isigny-sur-Mer | Blason  | D'azur au chevron d'argent accompagné en chef de deux ancres du même et en pointe d'un bœuf d'or, au chef parti au I de gueules à la mitre d'or et au II palé d'or et de gueules. |
| Blason de Isigny-sur-Mer | Détails | Le statut officiel du blason reste à déterminer. |

Pas d'information pour les communes d'Ifs et des Isles-Bardel.
- Haut – A
- B
- C
- D
- E
- F
- G
- H
- I
- J
- K
- L
- M
- N
- O
- P
- Q
- R
- S
- T
- U
- V
- W
- X
- Y
- Z

## J
Janville (Calvados) porte un pseudo-blason.
Pas d'information pour les communes suivantes : Jort, Juaye-Mondaye, Jurques, Juvigny-sur-Seulles

## L
| Blason de Langrune-sur-Mer | Blason  | D'azur aux trois coquilles d'argent, à la bordure cousue de gueules chargée de huit besants aussi d'argent.                            |
| Blason de Langrune-sur-Mer | Détails | * Ces armes emploient le terme « cousu » dans le seul but de contrevenir à la règle de contrariété des couleurs : elles sont fautives. |

| Blason de Lantheuil | Blason  | Parti : au 1er d’azur à trois trèfles d’or, au 2e d’or au taureau furieux de sable, accorné et onglé du champ, à la jumelle ondée d'argent brochant sur le parti en pointe, le tout sommé d’un chef de gueules chargé d’une losange d’argent surchargée d’une moucheture d’hermine de sable et accostée de deux léopards affrontés d’or, armés et lampassés d’azur. |
| Blason de Lantheuil | Détails | Présenté le 11 janvier 2014. |

| Blason de Lion-sur-Mer | Blason  | Burelé ondé d'argent et d'azur, à l'ancre dont la tige retient une vergue posée légèrement en bande surmontée d'une hune, le tout de sable, le mât pavillonné à dextre d'une flamme d'or, la vergue retenant une voile carrée de gueules chargée d'un lion d'or, attachée au bec des pattes de l'ancre, le tout brochant sur le burelé-ondé. |
| Blason de Lion-sur-Mer | Détails | Adopté le 11 décembre 1963. |

| Blason de Lisieux | Blason  | D'argent à deux clefs de sable passées en sautoir, cantonnées de quatre étoiles du même, au chef de France. |
| Blason de Lisieux | Détails | Le statut officiel du blason reste à déterminer.                                                            |

| Blason de Livarot | Blason  | D'azur au chef parti au I losangé d'argent et de gueules et au II coticé de gueules et d'or, à la crosse d'or brochant sur le tout, à l'écusson d'argent au lion de gueules couronné d'or brochant sur la crosse, accosté de deux fleurs de lys aussi d'or. |
| Blason de Livarot | Détails | Le statut officiel du blason reste à déterminer. |

| Blason de Longues-sur-Mer | Blason  | Taillé haussé à dextre et abaissé à senestre : au 1er d'azur aux trois demoiselles [rochers isolés des falaises] en ombre d'argent, au 2e de gueules à deux léopards d'or l'un au-dessus de l'autre. |
| Blason de Longues-sur-Mer | Détails | Le statut officiel du blason reste à déterminer. |

| Blason de Louvigny | Blason  | Tiercé en fasce : au 1er de gueules à l'étoile d'or, au 2e d'azur à trois croissants d'or, au 3e d'argent au léopard lionné de sable naissant. |
| Blason de Louvigny | Détails | Le statut officiel du blason reste à déterminer.                                                                                               |

| Blason de Luc-sur-Mer | Blason  | Taillé : au 1er de gueules aux deux lions léopardés d'or passant l'un sur l'autre, soutenus et adextrés d'une lettre L capitale du même, au 2e d'azur au drakkar d'argent accompagné d'une coquille du même en pointe. |
| Blason de Luc-sur-Mer | Détails | Le statut officiel du blason reste à déterminer. |

Pas d'information pour les communes suivantes : Laize-la-Ville, La Lande-sur-Drôme, Landelles-et-Coupigny, Landes-sur-Ajon, Lasson, Lassy, Le Mesnil-Mauger, Léaupartie, Lécaude, Leffard, Lénault, Les Authieux-Papion, Lessard-et-le-Chêne, Lingèvres, Lison, Lisores, Litteau, Livry, Le Locheur, Les Loges, Les Loges-Saulces, Longraye, Longueville, Longvillers, Loucelles, Louvagny.
- Haut – A
- B
- C
- D
- E
- F
- G
- H
- I
- J
- K
- L
- M
- N
- O
- P
- Q
- R
- S
- T
- U
- V
- W
- X
- Y
- Z

## M
| Blason de Magny-le-Freule | Blason  | De gueules à la fasce d'argent accompagnée de six roses du même, trois rangées en chef, trois en pointe. |
| Blason de Magny-le-Freule | Détails | Le statut officiel du blason reste à déterminer.                                                         |

| Blason de Maisons | Blason  | D'azur aux deux burelles ondées d'argent surmontées d'une tête de Minerve d'or, au chef bastillé du même. |
| Blason de Maisons | Détails | Création Jean-François Binon. Adopté le 30 mars 2009.                                                     |

| Blason de Maizet | Blason  | Mi-taillé : au 1er écartelé au I et au IV d'argent à la moucheture d'hermine de sable, au II et au III de gueules aux trois fasces d'argent chargées de six merlettes de sable, trois sur la première, deux sur la deuxième et une sur la troisième, au 2e de gueules aux trois roses d'or. |
| Blason de Maizet | Détails | Le statut officiel du blason reste à déterminer. |

| Blason de Manoir (Le) | Blason  | De gueules à la colonne milliaire d'argent sur un mont de sable, accostée de deux léopards affrontés d'or. |
| Blason de Manoir (Le) | Détails | Le statut officiel du blason reste à déterminer.                                                           |

| Blason de Manvieux | Blason  | De gueules aux six coquilles d'or ordonnées 3, 2 et 1, au chef cousu d'azur chargé d'un léopard du second. |
| Blason de Manvieux | Détails | Le statut officiel du blason reste à déterminer.                                                           |

| Blason de Martainville | Blason  | D'or au lion léopardé contourné de sable, accompagné de deux quintefeuilles du même, l'une en chef à dextre et l'autre en pointe. |
| Blason de Martainville | Détails | Le statut officiel du blason reste à déterminer.                                                                                  |

| Blason de May-sur-Orne | Blason  | De gueules aux deux pics de mineur passés en sautoir accompagnés en chef d'un casque de mineur, en cœur d'une lampe de mineur brochant sur les manches et en pointe d'un soc de charrue, le tout d'argent, au chef cousu d'azur chargé de l'inscription PAX.LABOR en lettres capitales aussi d'argent. |
| Blason de May-sur-Orne | Détails | Le statut officiel du blason reste à déterminer. |

| Blason de Merville-Franceville-Plage | Blason  | Fascé ondé d'azur et d'argent à un hippocampe de gueules. |
| Blason de Merville-Franceville-Plage | Détails | Le statut officiel du blason reste à déterminer.          |

| Blason de Méry-Bissières-en-Auge | Blason  | Taillé : de gueules et d'or, au lion léopardé brochant de l'un en l'autre soutenu d'un croissant d'argent et surmonté de deux étoiles d'or brochant sur un chef d'azur chargé d'un drakkar d'argent. |
| Blason de Méry-Bissières-en-Auge | Détails | Commune nouvelle résultant de la fusion de Méry-Corbon et de Bissières. |

| Blason de Méry-Corbon | Blason  | De gueules au lion léopardé d’or, au chef cousu d’azur chargé d’un drakkar d’argent.                                                                         |
| Blason de Méry-Corbon | Détails | Blason historique depuis le 1er janvier 2017, à la suite de la fusion de Méry-Corbon et Bissières pour former la commune nouvelle de Méry—Bissières-en-Auge. |

| Blason de Mesnil-Durand (Le) | Blason  | D'azur au chevron d'argent accompagné en chef de deux lions affrontés du même et en pointe de trois épis de blés d'or. |
| Blason de Mesnil-Durand (Le) | Détails | Le statut officiel du blason reste à déterminer.                                                                       |

| Blason de Mesnil-Robert (Le) | Blason  | Palé d’hermine et de gueules, au chef d’azur chargé d’une clé en fasce d’or. |
| Blason de Mesnil-Robert (Le) | Détails | Le statut officiel du blason reste à déterminer.                             |

| Blason de Meuvaines | Blason  | D'azur au chevron d'or accompagné de deux léopards du même en chef et de saint Manvieu d'argent en pointe. |
| Blason de Meuvaines | Détails | Le statut officiel du blason reste à déterminer.                                                           |

| Blason de Mézidon-Canon | Blason  | De gueules à sept pals d'argent, à neuf étoiles d'or brochant ordonnées 3.3.3. |
| Blason de Mézidon-Canon | Détails | Le statut officiel du blason reste à déterminer.                               |

| Blason de Missy | Blason  | D'azur à l'aigle bicéphale d'or surmontée d'une couronne à l'antique d'argent. |
| Blason de Missy | Détails | Le statut officiel du blason reste à déterminer.                               |

| Blason de Molay-Littry (Le) | Blason  | De gueules à deux pics de mineur d'argent emmanchés d'or, passés en sautoir, chacun surmonté d'un casque de mineur d'argent, celui de dextre posé en barre et celui de senestre en bande, accompagnés de six quintefeuilles du même, ordonnées 3, 2 et 1 entre les manches des pics, et soutenus par deux sabots adossés d'or (le tout d'argent). |
| Blason de Molay-Littry (Le) | Détails | Le blason est inspiré des armes de la famille Bacon du Molay et de l'histoire minière de la commune. Le statut officiel du blason reste à déterminer. |

| Blason de Mondeville | Blason  | Tiercé en barre, les traits de partitions haussés à dextre et abaissés à senestre, au 1er de sinople aux deux léopards l'un sur l'autre adextrés d'une mitre, le tout d'or, au 2e de gueules à la roue dentée de sable chargée de douze étoiles d'or, au haut fourneau d'argent brochant sur lequel brochent à dextre une grue portuaire d'or, et à senestre une usine à deux cheminées crachant de la fumée du même, au 3e d’or aux cinq burelles ondées de sable chargées chacune d'une burelle ondée d'argent. |
| Blason de Mondeville | Détails | * Il y a là non-respect de la règle de contrariété des couleurs : ces armes sont fautives (sable sur gueules). Le statut officiel du blason reste à déterminer. |

Mondrainville porte un pseudo-blason.
| Blason de Montchamp | Blason  | Coupé-ondé d’argent semé de trèfles de sinople, et d'azur plain, au chef denché de gueules plain.                                                                      |
| Blason de Montchamp | Détails | Armoiries de concepteur inconnu, adoptées le 13 septembre 2008 et devenues historiques au 1er janvier 2016 (fusion de Montchamp à la commune nouvelle de Valdallière). |

| Blason de Morteaux-Coulibœuf | Blason  | Écartelé : au 1er d'azur à l'aigle d'argent soutenue d'un tonneau d'or, au 2e d'azur à trois croissants d'argent, au 3e de gueules à trois gantelets d'argent, au 4e d'azur à une tête de bœuf d'argent accornée d'or. Devise / CriUbi quietas ibi civitas (Ici la quiétude, ici la patrie). |
| Blason de Morteaux-Coulibœuf | Détails | Le statut officiel du blason reste à déterminer. |

Mouen porte un pseudo-blason.
| Blason de Les Moutiers-Hubert | Blason  | Parti : de gueules et d'or, au loup de sable hurlant, contourné et brochant sur le tout. |
| Blason de Les Moutiers-Hubert | Détails | Création de Mme Justine Comina.                                                          |

| Blason de Les Moutiers-en-Cinglais | Blason  | Parti: au 1) d'argent à un crosseron de sable; au 2) d'azur à une rose des jardins d'argent, tigée et feuillée de sinople, posée en barre; le tout au chef de gueules chargé de deux léopards affrontés d'or, armés et lampassés d'azur.. |
| Blason de Les Moutiers-en-Cinglais | Détails | Création J-F Binon. Adopté le 13 juin 2022. |

Pas d'information pour les communes suivantes : Magny-en-Bessin, Magny-la-Campagne, Maisoncelles-Pelvey, Maisoncelles-sur-Ajon, Maizières, Malloué, Maltot, Mandeville-en-Bessin, Manerbe, Manneville-la-Pipard, Le Marais-la-Chapelle, Marolles, Martigny-sur-l'Ante, Martragny, Mathieu, Meslay, Le Mesnil-au-Grain, Le Mesnil-Auzouf, Le Mesnil-Bacley, Le Mesnil-Benoist, Le Mesnil-Caussois, Mesnil-Clinchamps, Le Mesnil-Eudes, Le Mesnil-Germain, Le Mesnil-Guillaume, Le Mesnil-Patry, Le Mesnil-Simon, Le Mesnil-sur-Blangy, Le Mesnil-Villement, Meulles, Les Monceaux, Monceaux-en-Bessin, Monfréville, Mont-Bertrand, Montamy, Montchauvet, Monteille, Montfiquet, Montigny, Montreuil-en-Auge, Monts-en-Bessin, Mosles, Moulines, Moult, Les Moutiers-en-Auge, Moyaux, Mutrécy.
- Haut – A
- B
- C
- D
- E
- F
- G
- H
- I
- J
- K
- L
- M
- N
- O
- P
- Q
- R
- S
- T
- U
- V
- W
- X
- Y
- Z

## N
| Blason de Noron-la-Poterie | Blason  | D'azur à l'inscription «Bur-Le-Roy» en lettres cursives de sable, accompagné en pointe d'une poterie d'argent et aux flancs de deux tours du même maçonnées de sable; au chef de gueules* chargé d'un léopard d'or armé et lampassé d'azur. |
| Blason de Noron-la-Poterie | Détails | * Il y a là non-respect de la règle de contrariété des couleurs : ces armes sont fautives (gueules et sable sur azur). Présent sur le site de la commune.                                                                                   |

Communes manquantes : Neuilly-la-Forêt, Nonant, Norolles, Noron-l'Abbaye, Norrey-en-Auge, Notre-Dame-d'Estrées, Notre-Dame-de-Courson, Notre-Dame-de-Livaye, Noyers-Bocage.

## O
| Blason de Olendon | Blason  | Parti : de gueules et de sinople, au chevronnel d'or accompagné de trois silex d'argent brochant sur le tout. |
| Blason de Olendon | Détails | Adopté en février 2016.                                                                                       |

| Blason de Orbec | Blason  | D'azur à une fleur de lys d'or accompagnée de trois annelets du même. |
| Blason de Orbec | Détails | Le statut officiel du blason reste à déterminer.                      |

| Blason de Ouézy | Blason  | Coupé ondé : au 1er parti au I de gueules à deux léopards d'or, armés et lampassés d'azur, l'un au-dessus de l'autre, au II d'or à un crosseron de sable, au 2e d'azur à trois clés d'argent. |
| Blason de Ouézy | Détails | Le statut officiel du blason reste à déterminer. |

| Blason de Ouilly-le-Vicomte | Blason  | Écartelé : au 1er d'azur à trois coquilles d'or, au 2e de Normandie, au 3e d'or à trois pommes mal ordonnées de gueules tigées et feuillés de deux pièces de sinople, au 4e d'argent à deux burelles ondées d'azur. |
| Blason de Ouilly-le-Vicomte | Détails | Le statut officiel du blason reste à déterminer. |

| Blason de Ouistreham | Blason  | Tiercé en pal : au 1er de gueules à trois demi-léopards d'or passant l'un sur l'autre et mouvant du flanc senestre, au 2e de gueules à deux demi-léopards d'or passant l'un sur l'autre et mouvant du flanc dextre, au 3e d'or au lion de sable chargé d'une crosse du champ, le tout sommé d'un chef d'azur chargé d'un drakkar adextré d'une coquille et senestré d'une étoile de six rais, le tout d'argent. |
| Blason de Ouistreham | Détails | Le statut officiel du blason reste à déterminer. |

Pas d'information pour les communes suivantes : Ondefontaine, Osmanville, Les Oubeaux, Ouffières, Ouilly-du-Houley, Ouilly-le-Tesson.
- Haut – A
- B
- C
- D
- E
- F
- G
- H
- I
- J
- K
- L
- M
- N
- O
- P
- Q
- R
- S
- T
- U
- V
- W
- X
- Y
- Z

## P
| Blason de Petiville | Blason  | D'argent au lion de gueules accompagné de trois feuilles de vigne de sinople. Devise / CriNomine parva magna amœnitate (Petite par le nom mais grande par son charme). |
| Blason de Petiville | Détails | Le statut officiel du blason reste à déterminer. |

| Blason de Pierrepont | Blason  | Coupé: au 1er parti au I de gueules à deux léopards d'or armés et lampassés d'azur l’un au-dessus de l'autre, au II de sinople à la tête de cerf d'argent, au 2e d'azur au pont isolé d'une arche d'argent maçonné de sable. |
| Blason de Pierrepont | Détails | Armes parlantes. Le statut officiel du blason reste à déterminer. |

| Blason de Le Plessis-Grimoult | Blason  | De sable fretté d'argent entre-semé de grillets d'or. |
| Blason de Le Plessis-Grimoult | Détails | Le statut officiel du blason reste à déterminer.      |

| Blason de Pont-d'Ouilly | Blason  | De gueules à un léopard soutenu d'un pont isolé et voûté de cinq arches, le tout d'or.                                        |
| Blason de Pont-d'Ouilly | Détails | Armes parlantes. |
| Blason de Pont-d'Ouilly | Alias   | De gueules à un pont de trois arches d’or sur une rivière d’azur où nage un poisson du second, surmonté d'un léopard du même. |

| Blason de Pont-Farcy | Blason  | D'or fretté d'azur, au chef de gueules.          |
| Blason de Pont-Farcy | Détails | Le statut officiel du blason reste à déterminer. |

| Blason de Pont-l'Évêque | Blason  | De pourpre à deux bœufs d’or (arrêtés) l’un sur l’autre, au chef de France. |
| Blason de Pont-l'Évêque | Détails | Le statut officiel du blason reste à déterminer.                            |

| Blason de Port-en-Bessin-Huppain | Blason  | Tiercé en fasce : au 1er de gueules à un crosseron d'or mouvant de la partition, au 2e d'argent plain, au 3e d'azur à trois poissons contournés d'argent posés en fasce et rangés en pal, entre les deux extrémités d'un quai du même, maçonné de sable, mouvant des flancs et de la pointe de l'écu, au voilier de deux mâts contourné de sable et habillé d'argent (d'or) brochant sur le tout. |
| Blason de Port-en-Bessin-Huppain | Détails | Le statut officiel du blason reste à déterminer. |

| Blason de Potigny | Blason  | De gueules à un léopard d'or soutenu par une lampe de mineur et un pic passés en sautoir du même, à la filière du même. |
| Blason de Potigny | Détails | Le statut officiel du blason reste à déterminer.                                                                        |

| Blason de Préaux-Saint-Sébastien | Blason  | D'azur à deux flèches d'argent passées en sautoir accompagnées en chef d'un cœur enflammé du même, au chef cousu de gueules chargé d'un léopard d'or. |
| Blason de Préaux-Saint-Sébastien | Détails | Le chef cousu est acceptable au vu de sa charge (inspiration Chef de Normandie). Le statut officiel du blason reste à déterminer.                     |

Pas d'information pour les communes suivantes : Parfouru-sur-Odon, Pennedepie, Percy-en-Auge, Périers-en-Auge, Périers-sur-le-Dan, Périgny, Perrières, Pertheville-Ners, Pierrefitte-en-Auge, Pierrefitte-en-Cinglais, Pierres, Le Pin, Placy, Planquery, Plumetot, La Pommeraye, Pont-Bellanger, Pontécoulant, Poussy-la-Campagne, Le Pré-d'Auge, Préaux-Bocage, Presles, Prêtreville, Proussy, Putot-en-Auge, Putot-en-Bessin
- Haut – A
- B
- C
- D
- E
- F
- G
- H
- I
- J
- K
- L
- M
- N
- O
- P
- Q
- R
- S
- T
- U
- V
- W
- X
- Y
- Z

## Q
L'unique commune du département dont le nom commence par Q, Quetteville, est dépourvue d'un blason.

## R
| Blason de Ranville | Blason  | D’azur au clocher du lieu d’argent ajouré d’or et accompagné en chef senestre d’un écusson de Normandie. |
| Blason de Ranville | Détails | Le statut officiel du blason reste à déterminer.                                                         |

| Blason de Reviers | Blason  | Coupé de gueules à la rivière en fasce d'azur* agitée d'argent et soutenue d'une divise du même, le gueules divisé en pal par deux traits de sable, au 1er à trois tours mal ordonnées et accolées d'or, celle de dextre ouverte de sable, les deux autres ajourées du même, au 2e à une crosse d'or mouvant de la rivière, au 3e à une épée versée accostée de deux stèles, le tout du même posé sur la rivière, et de sinople à la roue de moulin d'or, les bras en sautoir. Devise / CriIbi sicut aqua fluit hisoria (Ici l'histoire coule comme l'eau). |
| Blason de Reviers | Détails | * Il y a là non-respect de la règle de contrariété des couleurs : ces armes sont fautives (azur sur gueules). Le statut officiel du blason reste à déterminer. |

| Blason de Rivière-Saint-Sauveur (La) | Blason  | Écartelé : aux 1er et 4e de sinople plain, au 2e de Normandie, au 3e de gueules à un pont alésé en dos d'âne de trois arches d'argent maçonné de sable. |
| Blason de Rivière-Saint-Sauveur (La) | Détails | Le statut officiel du blason reste à déterminer. |

| Blason de Rocques | Blason  | D'or à la fasce ondée de gueules chargée d’un léopard du champ et accompagnée de trois rocs d'échiquier du second. |
| Blason de Rocques | Détails | Rocques : Armes parlantes. (rocs d’échiquier) Le statut officiel du blason reste à déterminer.                     |

| Blason de Rosel | Blason  | D'argent au chevron de gueules accompagné de six roses de jardin du même tigées et feuillées de deux pièces de sinople, quatre rangées en chef, deux à dextre et deux à senestre, deux en pointe. |
| Blason de Rosel | Détails | Rosel : Armes parlantes. (roses) Le statut officiel du blason reste à déterminer. |

| Blason de Rots | Blason  | De gueules à cinq léopards d'or rangés en deux pals, trois à dextre et deux à senestre. |
| Blason de Rots | Détails | Le statut officiel du blason reste à déterminer.                                        |

| Blason de Russy | Blason  | De gueules à la croix ancrée d’argent.                                                      |
| Blason de Russy | Détails | La commune use des armes de la famille Gouberville-Picquod avec l'autorisation de celle-ci. |

| Blason de Ryes | Blason  | D'azur à la fasce d'argent accompagnée en chef de deux glands posés en barre et en pointe d'un croissant soutenant une moucheture d'hermine, le tout du même. |
| Blason de Ryes | Détails | Le statut officiel du blason reste à déterminer. |

Pas d'information pour les communes suivantes : Ranchy, Rapilly, Le Reculey, Repentigny, Reux, Rocquancourt, La Rocque, La Roque-Baignard, Roucamps, Rouvres, Rubercy, Rucqueville, Rully, Rumesnil
- Haut – A
- B
- C
- D
- E
- F
- G
- H
- I
- J
- K
- L
- M
- N
- O
- P
- Q
- R
- S
- T
- U
- V
- W
- X
- Y
- Z

## S
| Blason de Saint-Arnoult | Blason  | Parti : de sinople à l'église d'argent maçonnée de sable, et de gueules à la raquette de tennis d'argent posée en barre accostée de deux balles du même, le tout sommé d'un chef cousu d'azur chargé de trois cygnes nageant d'argent. |
| Blason de Saint-Arnoult | Détails | Sauf concession d'armoiries, ce chef cousu n'est pas acceptable et rend les armes fautives. |

| Blason de Saint-Aubin-d'Arquenay | Blason  | De sinople au sautoir d'or chargé d'un écusson de gueules aux deux léopards d'or passant l'un sur l'autre, armés et lampassés d'azur, cantonné à dextre de forces de tondeur renversées et à senestre d'une masse de tailleur de pierre, le tout d'argent. |
| Blason de Saint-Aubin-d'Arquenay | Détails | Création Jean-François Binon, adoptée le 1er octobre 2007. |

| Blason de Saint-Aubin-des-Bois | Blason  | De sinople à la bande ondée d'argent chargée d'une bande ondée d'azur accompagnée en chef de saint Aubin, évêque, d'argent et en pointe d'une feuille de chêne du même posée en bande ; sur le tout, de gueules à deux léopards d'or armés et lampassés d'azur l'un sur l'autre. |
| Blason de Saint-Aubin-des-Bois | Détails | Le statut officiel du blason reste à déterminer. |

| Blason de Saint-Aubin-sur-Mer | Blason  | D'azur aux trois colonnes d'argent à chapiteau corinthien surmontées de trois coquilles du même et mouvant d'une mer de sinople. |
| Blason de Saint-Aubin-sur-Mer | Détails | Le statut officiel du blason reste à déterminer.                                                                                 |

| Blason de Saint-Charles-de-Percy | Blason  | De sable au chef dentelé d'or.                           |
| Blason de Saint-Charles-de-Percy | Détails | Adopté le 10 février 1974. Armes de la famille De Percy. |

| Blason de Saint-Côme-de-Fresné | Blason  | D'azur au chevron cousu de sable* accompagné en chef de saint Côme et de saint Damien de carnation, vêtus d'argent et issant chacun d'une nuée d'or, et en pointe d'une branche de frêne de trois rameaux de sinople. |
| Blason de Saint-Côme-de-Fresné | Détails | * Ces armes emploient le terme « cousu » dans le seul but de contrevenir à la règle de contrariété des couleurs : elles sont fautives (sable sur azur). Le statut officiel du blason reste à déterminer.              |

| Blason de Saint-Cyr-du-Ronceray | Blason  | Écartelé en sautoir : au 1er de gueules à deux léopards d'or passant l'un sur l'autre, aux 2e et 3e de sinople à la pomme feuillée d'une pièce à dextre pour 2 et à senestre pour 3, le tout d'or, au 4e de gueules à la cornue d'alambic d'or. |
| Blason de Saint-Cyr-du-Ronceray | Détails | Création Roger Fistolet et René Hamard. |

| Blason de Saint-Denis-de-Mailloc | Blason  | De gueules aux trois maillets d'or.                                                                   |
| Blason de Saint-Denis-de-Mailloc | Détails | Saint-Denis-de-Mailloc : Armes parlantes (maillets). Le statut officiel du blason reste à déterminer. |

| Blason de Saint-Denis-de-Méré | Blason  | D'azur à la fasce d'or accompagnée de trois molettes de huit pointes du même. |
| Blason de Saint-Denis-de-Méré | Détails | Le statut officiel du blason reste à déterminer.                              |

| Blason de Saint-Désir | Blason  | Coupé : d'azur à deux crosses d'évêque adossées en chevron renversé mouvant de la partition, accompagnées au point du chef d'une étoile rayonnante, le tout d'or, et en flancs de deux mitres du même chargées chacune d'une croisette latine d'argent et de gueules à l'épée basse et à la hache d'armes passées en sautoir, le tout d'or soutenu d'une croisette du même pendue à une burelle d'or brochant sur la partition, par une cordelette de sable en chevron renversé passant sous l'épée et la hache. |
| Blason de Saint-Désir | Détails | Le statut officiel du blason reste à déterminer. |

| Blason de Saint-Gatien-des-Bois | Blason  | Parti : d'or à un chêne arraché de sinople, et d'azur à la crosse d'argent, le tout sommé d'un chef de gueules chargé d'un sanglier au naturel armé et allumé d'argent. |
| Blason de Saint-Gatien-des-Bois | Détails | Le statut officiel du blason reste à déterminer. |

| Blason de Saint-Germain-de-Montgommery | Blason  | Écartelé : de France et de gueules à trois bagues d'or chatonnées d'azur. |
| Blason de Saint-Germain-de-Montgommery | Détails | Le statut officiel du blason reste à déterminer.                          |

| Blason de Saint-Julien-le-Faucon | Blason  | D'azur à trois faucons d'or accompagnés du texte « SANCTUS JULIANUS DE FALCONE » inscrit le long des flancs et de la pointe en lettres capitales du même, au chef de gueules* chargé de trois quintefeuilles d'argent, le tout enfermé dans une filière d'or. |
| Blason de Saint-Julien-le-Faucon | Détails | * Il y a là non-respect de la règle de contrariété des couleurs : ces armes sont fautives (chef de gueules sur azur). Armes parlantes. Le statut officiel du blason reste à déterminer.                                                                       |

| Blason de Saint-Laurent-du-Mont | Blason  | D'azur à la bande d'or accompagnée de deux colombes d'argent, becquées et membrées de gueules, à la bordure dentelée cousue du même. |
| Blason de Saint-Laurent-du-Mont | Détails | Le statut officiel du blason reste à déterminer.                                                                                     |

| Blason de Saint-Léger-Dubosq | Blason  | Parti : coupé d'argent à un œil au naturel, l'iris de gueules pleurant de deux larmes du même, et d'hermine à la fasce vivrée de gueules surmontée de trois tourteaux du même rangés en chef, et d'argent au lion de sable armé et lampassé de gueules. |
| Blason de Saint-Léger-Dubosq | Détails | Création Bernard André. Adopté le 5 avril 2001. |

| Blason de Saint-Loup-Hors | Blason  | Taillé : au 1er d'azur au franc-canton cousu de gueules chargé de deux léopards d'or passant l'un sur l'autre, soutenu d'un loup ravissant contourné du même, au 2e de gueules à la crosse d'or, à l'église d'argent essorée de sable, flanquée à senestre de son clocher couvert aussi d'argent, brochant sur la partition. |
| Blason de Saint-Loup-Hors | Détails | Le statut officiel du blason reste à déterminer. |

| Blason de Saint-Martin-aux-Chartrains | Blason  | De sinople à saint Martin équestre d'or ; adextré d'azur à une rose de jardin d'argent ; le tout au chef cousu de gueules chargé d'un léopard d'or armé et lampassé d'azur,. |
| Blason de Saint-Martin-aux-Chartrains | Détails | Adopté le 16 juin 2022. |

| Blason de Saint-Martin-de-Bienfaite-la-Cressonnière | Blason  | De sinople à l'aigle d'or. |
| Blason de Saint-Martin-de-Bienfaite-la-Cressonnière | Détails | Armes des Bienfaite.       |

| Blason de Saint-Martin-de-la-Lieue | Blason  | De gueules à la champagne ondée d'azur*, à l'épée versée d'argent brochant sur le tout, accostée de deux pommes feuillées d'une pièce d'or. |
| Blason de Saint-Martin-de-la-Lieue | Détails | Le statut officiel du blason reste à déterminer.                                                                                            |

| Blason de Saint-Martin-de-Mailloc | Blason  | De gueules à trois maillets d'or.                                                                      |
| Blason de Saint-Martin-de-Mailloc | Détails | Saint-Martin-de-Mailloc : Armes parlantes (maillets). Le statut officiel du blason reste à déterminer. |

| Blason de Saint-Martin-des-Entrées | Blason  | Parti : au 1er d'or à la tête de Marianne contournée au trait, au 2e d'or à saint Martin à cheval partageant son manteau avec un mendiant au trait, le tout enfermé dans une filière de gueules combinée à une champagne du même chargée de deux léopards d'or, l'un au-dessus de l'autre. |
| Blason de Saint-Martin-des-Entrées | Détails | Le statut officiel du blason reste à déterminer. |

| Blason de Saint-Martin-Don | Blason  | Écartelé : aux 1er et 4e de Normandie, au 2e d'azur à saint Martin à cheval partageant son manteau avec un pauvre, le tout d'argent, au 3e d'azur à trois poissons rangés en pal. |
| Blason de Saint-Martin-Don | Détails | Création Jean-François Binon, 2010. |

| Blason de Saint-Pierre-Canivet | Blason  | Gironné de sinople et d’argent, à l’écusson de gueules en abîme chargé d’un pommier d’or fruité du champ, au comble brochant de gueules chargé d’un léopard d’or. |
| Blason de Saint-Pierre-Canivet | Détails | Adopté le 5 novembre 1998. |

| Blason de Saint-Pierre-de-Mailloc | Blason  | De gueules à trois maillets d'or. |
| Blason de Saint-Pierre-de-Mailloc | Détails | Saint-Pierre-de-Mailloc : Armes parlantes (maillets). Blason historique, la commune ayant fusionné pour former la commune nouvelle de Valorbiquet. |

| Blason de Saint-Pierre-du-Fresne | Blason  | Parti : au 1er d'azur à trois fasces ondées d'argent, au 2e d'or à une feuille de frêne de sinople, le tout au chef de gueules chargé d'un léopard d'or, armé et lampassé d'azur.                                       |
| Blason de Saint-Pierre-du-Fresne | Détails | Armes parlantes. Le léopard rappelle les armoiries de la Normandie, les flots représentent la rivière Seulline et la branche de frêne renvoie au nom de la commune. Création Jean-François Binon, adoptée en juin 2023. |

| Blason de Saint-Pierre-en-Auge | Blason  | D'azur à deux clés renversées d'or passées en sautoir. |
| Blason de Saint-Pierre-en-Auge | Détails | Au 1er janvier 2017, les communes de Boissey, Bretteville-sur-Dives, Hiéville, Mittois, Montviette, L'Oudon, Ouville-la-Bien-Tournée, Sainte-Marguerite-de-Viette, Saint-Georges-en-Auge, Saint-Pierre-sur-Dives, Thiéville, Vaudeloges et Vieux-Pont-en-Auge ont fusionné pour former la commune nouvelle de Saint-Pierre-en-Auge. La commune de Saint-Pierre-sur-Dives étant la seule d'entre elles à avoir disposé d'un blason, c'est naturellement celui-ci qui sert d'armoiries à la commune nouvelle. Le statut officiel du blason reste à déterminer. |

| Blason de Saint-Samson | Blason  | Tiercé en pairle renversé : au 1er de gueules à deux léopards d'or, armés et lampassés d'azur, l'un sur l'autre, au 2e de gueules à un serpent d'or ondoyant en bande et adextré d'une crosse du même, au 3e d'argent à deux bouquets de trois roseaux à massettes au naturel, posés en bande à dextre et en barre à senestre, mouvant d'une trangle ondée abaissée d'azur. |
| Blason de Saint-Samson | Détails | Le statut officiel du blason reste à déterminer. |

| Blason de Saint-Sever-Calvados | Blason  | D'azur à trois gerbes d'or. |
| Blason de Saint-Sever-Calvados | Détails | Ce blason est celui de la famille Goz, seigneurs d'Avranches, puis comtes de Chester, anciens seigneurs de la baronnie de Saint-Sever (éteinte). |

| Blason de Saint-Sylvain | Blason  | De France à la bordure cousue de gueules* chargée de huit besants d'or.                                                                |
| Blason de Saint-Sylvain | Détails | * Ces armes emploient le terme « cousu » dans le seul but de contrevenir à la règle de contrariété des couleurs : elles sont fautives. |

| Blason de Saint-Vaast-en-Auge | Blason  | Parti : au 1er d'azur au crosseron d'argent, au 2e d'argent à la croix ancrée de gueules, à la vergette d'or brochant sur la partition, le tout sommé d'un chef de gueules chargé d'un léopard d'or armé et lampassé d'azur. |
| Blason de Saint-Vaast-en-Auge | Détails | Création Jean-François Binon. Adopté (sans délibération) en octobre 2013. |

| Blason à dessiner | Blason  | Coupé: au 1er parti au I d'argent au château de deux tours couvertes et pavillonnées de sable, au II d'argent à l'ours debout de tenné, au 2e d'argent au hêtre de pourpre; à la fasce de gueules brochant sur la partition et chargée de l'inscription « SAINT VAAST-SUR-SEULLES » en lettres capitales d'argent, ladite inscription accompagnée de cinq lionceaux léopardés d'or, deux au-dessus et trois au-dessous. |
| Blason à dessiner | Détails | Le statut officiel du blason reste à déterminer. |

| Blason de Saint-Vigor-le-Grand | Blason  | Parti : au 1er d'azur à la porte du prieuré du lieu d'or couverte et ajourée de sable, portillée au naturel, à la chaise de saint Vigor du même brochant en pointe à senestre, au 2e de sinople au chêne au naturel englanté d'or, sur le tout au chef de gueules chargé de deux léopards d'or l'un sur l'autre. |
| Blason de Saint-Vigor-le-Grand | Détails | Le chef est valable au vu de sa charge (chef de Normandie). Le statut officiel du blason reste à déterminer. |

| Blason de Sainte-Croix-sur-Mer | Blason  | D'or à la croix ancrée de gueules, au chef d'azur chargé de trois étoiles du champ. |
| Blason de Sainte-Croix-sur-Mer | Détails | Armes parlantes. Le statut officiel du blason reste à déterminer.                   |

| Blason de Sainte-Foy-de-Montgommery | Blason  | Écartelé d'azur à trois fleurs de lys d'argent, et de gueules à trois annelets d'or. |
| Blason de Sainte-Foy-de-Montgommery | Détails | Le statut officiel du blason reste à déterminer.                                     |

| Blason de Sainte-Honorine-du-Fay | Blason  | Écartelé en sautoir : au 1er de gueules à deux léopards d'or l'un sur l'autre, au 2e d'or à deux bloquets de dentellière de sable posés en chevron surmontés d'une branche de hêtre feuillée de deux pièces et fruitée d'une pièce, le tout de sinople, au 3e d'or à la croix de guerre de 1939-1945 au naturel surmontée d'une lettre H capitale de sable, au 4e de gueules à la rose des vents d'or. |
| Blason de Sainte-Honorine-du-Fay | Détails | Création de M. Thepaut, 1994. |

| Blason de Sainte-Marie-Outre-l'Eau | Blason  | Écartelé : d'or à une rose de gueules et d'azur à un dauphin d'argent. |
| Blason de Sainte-Marie-Outre-l'Eau | Détails | Création Jean-François Binon.                                          |

| Blason de Sallenelles | Blason  | Taillé : au 1er de gueules à deux léopards d'or, armés et lampassés d'azur, l'un au-dessus de l'autre, au 2e d'azur à un navire viking d'argent habillé d'une voile carrée du même chargée d'une croix pattée de gueules, voguant sur une mer de sinople, à la barre rétrécie d'or chargée de trois canards sauvages de sinople volant vers le chef dans le sens de la barre, brochant sur la partition. |
| Blason de Sallenelles | Détails | Adopté le 9 mars 2021. |

| Blason de Sannerville | Blason  | D'azur à la barre cousue de gueules* chargée de trois gerbes de blé et de deux losanges alternées et posées à plomb, le tout d'or, accompagnée d'une fleur de lys du même surmontée à senestre d'une rose du second tigée et feuillée d'or en chef et d'une nef contournée d'argent équipée et habillée d'or, mouvant du bord senestre de la barre, posée sur une mer du champ en pointe, au chef cousu parti au I de gueules à deux léopards d'or passant l'un sur l'autre et au II du champ à trois tiercefeuilles d'or mal ordonnées. |
| Blason de Sannerville | Détails | * Ces armes emploient le terme « cousu » dans le seul but de contrevenir à la règle de contrariété des couleurs : elles sont fautives (Cousu inacceptable car injustifié). Création de M. Patrice Piard, 1980. |

| Blason de Sassy | Blason  | Tiercé en pairle renversé : au 1er de sinople au colombier d'or ouvert et maçonné de sable, au 2e de gueules à deux léopards d'or armés et lampassés d'azur l'un au-dessus l'autre, au 3e d'argent à trois fasces ondées d'azur et au trèfle de sinople brochant. |
| Blason de Sassy | Détails | Sont évoqués sur ce blason : la Normandie par les léopards, le colombier classé du XVIIe siècle, la rivière souterraine par les fasces ondées, la culture du trèfle incarnat en 1840 et le Mexique par les champs de sinople et de gueules (l'aviateur mexicain Luis Pérez Gómez est inhumé dans le cimetière de la commune). Armoiries composées par Jean-François Binon et adoptées le 26 décembre 2017. |

| Blason de Soignolles | Blason  | D'azur à la bande d'argent chargée d'une chaine de sable, accompagnée en chef de trois merlettes et en pointe de trois épis de blé, le tout d'or et ordonné en orle, au chef de gueules chargé d'un léopard d'or armé et lampassé d'azur. |
| Blason de Soignolles | Détails | Le chef, bien que de gueules sur champ d'azur, est valable au vu de sa charge (léopard de Normandie) Le statut officiel du blason reste à déterminer.                                                                                     |

| Blason de Sommervieu | Blason  | De gueules aux deux clefs renversées d'argent passées en sautoir, soutenues de deux léopards d'or passant l'un sur l'autre. |
| Blason de Sommervieu | Détails | Le statut officiel du blason reste à déterminer.                                                                            |

Pas d'information pour les communes suivantes : Saint-Agnan-le-Malherbe, Saint-Aignan-de-Cramesnil, Saint-André-sur-Orne, Saint-André-d'Hébertot, Saint-Benoît-d'Hébertot, Saint-Contest, Saint-Denis-Maisoncelles, Saint-Étienne-la-Thillaye, Saint-Gabriel-Brécy, Saint-Georges-d'Aunay, Saint-Georges-en-Auge, Saint-Germain-d'Ectot, Saint-Germain-de-Livet, Saint-Germain-du-Crioult, Saint-Germain-du-Pert, Saint-Germain-la-Blanche-Herbe, Saint-Germain-Langot, Saint-Germain-le-Vasson, Saint-Hymer, Saint-Jean-de-Livet, Saint-Jean-des-Essartiers, Saint-Jean-le-Blanc, Saint-Jouin, Saint-Julien-sur-Calonne, Saint-Lambert, Saint-Laurent-de-Condel, Saint-Laurent-sur-Mer, Saint-Louet-sur-Seulles, Saint-Loup-de-Fribois, Saint-Manvieu-Bocage, Saint-Manvieu-Norrey, Saint-Marcouf, Saint-Martin-de-Blagny, Saint-Martin-de-Fontenay, Saint-Martin-de-Mieux, Saint-Martin-des-Besaces, Saint-Martin-du-Mesnil-Oury, Saint-Michel-de-Livet, Saint-Omer, Saint-Ouen-des-Besaces, Saint-Ouen-du-Mesnil-Oger, Saint-Ouen-le-Houx, Saint-Ouen-le-Pin, Saint-Pair, Saint-Paul-du-Vernay, Saint-Philbert-des-Champs, Saint-Pierre-Azif, Saint-Pierre-des-Ifs, Saint-Pierre-du-Bû, Saint-Pierre-du-Jonquet, Saint-Pierre-du-Mont, Saint-Pierre-la-Vieille, Saint-Pierre-Tarentaine, Saint-Rémy, Saint-Vigor-des-Mézerets, Sainte-Croix-Grand-Tonne, Sainte-Honorine-de-Ducy, Sainte-Honorine-des-Pertes, Sainte-Marguerite-d'Elle, Sainte-Marguerite-des-Loges, Sainte-Marie-Laumont, Sallen, Saon, Saonnet, Secqueville-en-Bessin, Sept-Frères, Sept-Vents, Soliers, Soulangy, Soumont-Saint-Quentin, Subles, Sully, Surrain, Surville.
- Haut – A
- B
- C
- D
- E
- F
- G
- H
- I
- J
- K
- L
- M
- N
- O
- P
- Q
- R
- S
- T
- U
- V
- W
- X
- Y
- Z

## T
| Blason de Thaon | Blason  | Parti : d'azur et d'argent à deux lions affrontés d'or sur l'azur et de sable sur l'argent, surmontés d'une clé de gueules posée en fasce et brochant sur la partition. |
| Blason de Thaon | Détails | Le statut officiel du blason reste à déterminer. |

| Blason de Thury-Harcourt | Blason  | De gueules à deux fasces d'or. |
| Blason de Thury-Harcourt | Détails | Ce blason est celui de la famille d'Harcourt, anciens marquis de Thury (puis duché d'Harcourt), et toujours propriétaire du château. Blason historique, la commune ayant fusionné le 1er janvier 2016 pour former la commune nouvelle du Hom. |

| Blason de Tierceville | Blason  | Tranché du Dauphiné et de gueules à la croix tréflée d'or. |
| Blason de Tierceville | Détails | L'Armorial de France annonce cette ville comme portant l'inverse (la croix en chef et le Dauphiné en pointe). Le statut officiel du blason reste à déterminer. |

| Blason de Tilly-sur-Seulles | Blason  | Une fleur de lis. |
| Blason de Tilly-sur-Seulles | Détails | Une couleur n'est pas précisée dans le blasonnement ci-dessus. Veuillez faire apparaître la couleur inconnue en blanc (table d'attente) et l'argent en gris (Aucune couleur n'est mentionnée pour le moment.). Le statut officiel du blason reste à déterminer. |

| Blason de Tordouet | Blason  | De sable au sautoir d'argent cantonné de quatre aiglettes du même.                                            |
| Blason de Tordouet | Détails | Blason historique : la commune a fusionné au 1er janvier 2016 pour former la commune nouvelle de Valorbiquet. |

| Blason de Le Torquesne | Blason  | Parti ondé de deux ondes en forme de S : au 1er d'or plain, au 2e d'azur à la feuille de chêne cousue de sinople, posée en fasce et mouvant du flanc senestre, à la pomme feuillée d'une pièce au naturel brochant sur le tout en pointe. |
| Blason de Le Torquesne | Détails | Le statut officiel du blason reste à déterminer. |

| Blason de Touffréville | Blason  | Écartelé : au 1er de Normandie, au 2e d'or à un brin de muguet au naturel fleuri de trois pièces, au 3e d'or à un cheval gai cabré de sable, au 4e d'azur à trois épis de blé d'or tigés et liés de sable. |
| Blason de Touffréville | Détails | Le statut officiel du blason reste à déterminer. |

| Blason de Touques | Blason  | De gueules au drakkar d'or sur une mer d'argent, surmonté d'un léopard d'or, au chef cousu d'azur chargé d'une tête de crosse d'or accostée de deux fleurs de lis du même. Devise / CriUt præterita sic futura.                                                |
| Blason de Touques | Détails | * Ces armes emploient le terme « cousu » dans le seul but de contrevenir à la règle de contrariété des couleurs : elles sont fautives (le chef n'est pas le chef de France, et donc rend les armes fautives). Le statut officiel du blason reste à déterminer. |

| Blason de Tour-en-Bessin | Blason  | Coupé-ondé d'azur à une église d'argent accostée de deux châteaux à deux tours couvertes du même et ouverts du champ, le tout surmonté du nom de la commune en lettres capitales d'or, et de Normandie. |
| Blason de Tour-en-Bessin | Détails | Le statut officiel du blason reste à déterminer. |

| Blason de Tourgéville | Blason  | Parti : d'azur à une tête de cheval d'argent, et de sinople à deux clubs de golf d'or passés en sautoir, les fers vers le chef, cantonnés de quatre balles de golf du même, le tout sommé d'un chef cousu de gueules chargé d'un léopard d'or.              |
| Blason de Tourgéville | Détails | Différences entre dessin et blasonnement : Le blason ci-contre comporte des besants d'or, et non des balles de golf au naturel. Le chef cousu est acceptable au vu de la charge (inspiration de Normandie) Le statut officiel du blason reste à déterminer. |

| Blason de Tourville-sur-Odon | Blason  | Taillé : d'azur à trois pommiers fruités d'or ordonnés en orle, et de gueules à deux léopards d'or rangés en barre, à la barre d'argent chargée de l'inscription « TOURVILLE SUR ODON » en lettres de sable brochant sur six filets en barre ondés d'azur, ladite barre brochant sur la partition. |
| Blason de Tourville-sur-Odon | Détails | Le statut officiel du blason reste à déterminer. |

| Blason de Tracy-sur-Mer | Blason  | D'azur à la falaise d'argent sommée de sinople, dominant des pontons du second soutenue d'une épée et d'une crosse du même passées en sautoir, au chef du même chargé d'un léopard de gueules. |
| Blason de Tracy-sur-Mer | Détails | Le statut officiel du blason reste à déterminer. |

| Blason de Trévières | Blason  | De sable à trois cotices d'or.                   |
| Blason de Trévières | Détails | Le statut officiel du blason reste à déterminer. |

| Blason de Troarn | Blason  | De France à la bordure de gueules* chargée de huit besants d'argent.                                                                   |
| Blason de Troarn | Détails | * Ces armes emploient le terme « cousu » dans le seul but de contrevenir à la règle de contrariété des couleurs : elles sont fautives. |

| Blason de Le Tronquay | Blason  | D'azur à deux haches d'argent passées en sautoir, au chef cousu de gueules chargé d'un léopard d'or. |
| Blason de Le Tronquay | Détails | Le cousu est acceptable au vu de la charge. Le statut officiel du blason reste à déterminer.         |

| Blason de Trouville-sur-Mer | Blason  | D'azur à la barque trouvillaise contournée, équipée, habillée et flammée d'argent, voguant sur une mer de sinople, au chef cousu de gueules chargé de trois étoiles d'or.        |
| Blason de Trouville-sur-Mer | Détails | Sauf concession d'armoiries de gueules à trois étoiles d'or, ce chef cousu n'est pas acceptable et rend les armoiries fautives. Le statut officiel du blason reste à déterminer. |

Pas d'information pour les communes suivantes : Tessel, Le Theil-Bocage, Le Theil-en-Auge, Tilly-la-Campagne, Torteval-Quesnay, Tortisambert, Touffréville, Tournay-sur-Odon, Tournebu, Le Tourneur, Tournières, Tourville-en-Auge, Tracy-Bocage, Tréprel, Trois-Monts, Trungy.
- Haut – A
- B
- C
- D
- E
- F
- G
- H
- I
- J
- K
- L
- M
- N
- O
- P
- Q
- R
- S
- T
- U
- V
- W
- X
- Y
- Z

## U
Ni Urville ni Ussy ne disposent d'armoiries.

## V
| Blason de Valsemé | Blason  | De gueules au chevron renversé d'or chargé de trois fermaux du champ et accompagné en chef d'un lis des jardins fleuri d'argent, tigé et feuillé de sinople. |
| Blason de Valsemé | Détails | Le statut officiel du blason reste à déterminer. |

| Blason de Varaville | Blason  | De gueules à deux léopards d’or l’un au-dessus de l’autre. |
| Blason de Varaville | Détails | Le statut officiel du blason reste à déterminer.           |

| Blason de Vassy | Blason  | D’argent à trois tourteaux de sable.             |
| Blason de Vassy | Détails | Le statut officiel du blason reste à déterminer. |

| Blason de Vaux-sur-Aure | Blason  | Tiercé en fasce : au 1er d'azur à une étoile d'or, au 2e de sinople à une trangle ondée d'argent, au 3e parti d'azur et d'or à la quintefeuille de gueules brochant sur le parti. |
| Blason de Vaux-sur-Aure | Détails | Adopté le 10 juillet 2014. |

| Blason de Ver-sur-Mer | Blason  | D'azur à la barre d'argent chargée de quatre roses de gueules, accompagnée en chef d'un château de trois tours non crénelées du second sans pan de mur, ajourées, maçonnées et couvertes de sable, la tour du milieu plus haute et ouverte du même, celles des flancs en arrière-plan, et en pointe d'une meule de moulin posée en barre en demi-profil issant de trois ondes alésées le tout d'argent. Devise / CriVer semper virens (Ver toujours verdoyant). |
| Blason de Ver-sur-Mer | Détails | Création de MM. L. Lamoureux et J,-H. Harant d'après une composition de l'abbé Hébert. |

| Blason de Verson | Blason  | Écartelé : d'azur à deux lions affrontés d'or soutenant un bourdon du même et d'azur à l'épée couronnée d'or, accostée de deux fleurs de lys du même. |
| Blason de Verson | Détails | Reprise des armes de Bourdon-Grammont, dont l'une des épouses (Antoinette Ribault) est la descendante de Pierre d'Arc, frère de sainte Jeanne d'Arc, ce qui explique la présence de ses armes aux 2e et 3e. Le statut officiel du blason reste à déterminer. |

| Blason de La Vespière | Blason  | D'azur à trois guêpes d'or.                                                                                           |
| Blason de La Vespière | Détails | Dérive du latin vespa, (« guêpe »), et suffixe –aria, "lieu où il y a des guêpes". Utilisé par la mairie depuis 2013. |

| Blason de Vienne-en-Bessin | Blason  | D'azur à la cloche d'or posée sur des ondes d'argent mouvant de la pointe, au chef cousu de sinople*. |
| Blason de Vienne-en-Bessin | Détails | * Ces armes emploient le terme « cousu » dans le seul but de contrevenir à la règle de contrariété des couleurs : elles sont fautives (pourquoi ce chef inutile et rendant fautif ce blason ?). Création Pascal Madeleine. |

| Blason de Vierville-sur-Mer | Blason  | D'azur à trois canettes d'argent, au chef ondé de gueules* chargé de trois fleurs de marguerite d'or et soutenu d'une divise ondée d'argent. |
| Blason de Vierville-sur-Mer | Détails | * Il y a là non-respect de la règle de contrariété des couleurs : ces armes sont fautives.                                                   |

| Blason de Vieux-Bourg | Blason  | De gueules à la tour d'argent maçonnée de sable. |
| Blason de Vieux-Bourg | Détails | Le statut officiel du blason reste à déterminer. |

| Blason de Vignats | Blason  | Tiercé en pairle renversé : au 1er de Normandie, au 2e d'azur à trois coquilles d'or, au 3e d'argent à deux fasces ondées d'azur et au dragon de sinople armé et enflammé de gueules brochant. |
| Blason de Vignats | Détails | Création Jean-François Binon. Adopté le 8 décembre 2015. |

| Blason de Villers-Bocage | Blason  | De gueules à six quintefeuilles d'argent ordonnées 3, 2 et 1. |
| Blason de Villers-Bocage | Détails | Le statut officiel du blason reste à déterminer.              |

| Blason de Villers-Canivet | Blason  | Coupé : d'un parti de Normandie et d'azur à trois cloches d'argent en chef, d'or en pointe et de sinople à un dragon passant d'argent. |
| Blason de Villers-Canivet | Détails | Création de M. Xavier Lansade, adoptée en 2016.                                                                                        |

| Blason de Villers-sur-Mer | Blason  | Taillé : d'or à un drakkar d'azur, la voile chargée de deux léopards d'argent passant l'un sur l'autre et de sinople à une coquille d'escargot d'argent, à l'étoile de huit rais taillée d'azur et d'argent brochant en chef sur la partition. |
| Blason de Villers-sur-Mer | Détails | Le statut officiel du blason reste à déterminer. |

| Blason de Villerville | Blason  | D'azur à la bande d'or chargée de trois crevettes du champ, accompagnée en chef d'un bateau contourné d'argent et en pointe d'une coquille de moule au naturel, au chef cousu de gueules chargé d'un léopard du second. |
| Blason de Villerville | Détails | Le statut officiel du blason reste à déterminer. |

| Blason de Villiers-le-Sec | Blason  | D'azur au chevron d'argent accompagné de trois glands d'or. |
| Blason de Villiers-le-Sec | Détails | Le statut officiel du blason reste à déterminer.            |

| Blason de Vimont | Blason  | D'or à la jumelle ondée d'azur en pal, à la burelle de sinople brochante et accompagnée de deux épées de gueules, une en chef senestre, l'autre en pointe dextre, au chef de gueules chargé de deux léopards d'or, armés et lampassés d'azur. |
| Blason de Vimont | Détails | Le statut officiel du blason reste à déterminer. |

| Blason de Vire Normandie | Blason  | De gueules à la flèche renversée d'argent accostée de deux tours du même maçonnées de sable, ouvertes du champ. |
| Blason de Vire Normandie | Détails | La commune de Vire ayant fusionné au 1er janvier 2017 tout en conservant ses armes, ce blason est celui de la commune nouvelle, et n'est donc pas historique. Armes confirmées par lettres patentes du 8 mars 1817. |

Pas d'information pour les communes suivantes : Vacognes-Neuilly, La Vacquerie, Vaubadon, Vaucelles, Vauville, Vaux-sur-Seulles, Vendes, Vendeuvre, Versainville, Le Vey, Vicques, Victot-Pontfol, Viessoix, Vieux, Vieux-Fumé, La Villette, Villons-les-Buissons, Villy-Bocage, Villy-lez-Falaise, Vouilly